# 超速変形ジャイロゼッター
『超速変形ジャイロゼッター』（ちょうそくへんけいジャイロゼッター）は、スクウェア・エニックスによる、トレーディングカードアーケードゲーム。2012年（平成24年）6月21日から2014年（平成26年）2月2日にかけて全国の主要なアミューズメント施設にて稼働していた。アニメ版のコンセプトは「ギャグ」「ちょいエロ」「真剣バトル」。
本項ではアーケードゲームを核として展開する各メディア作品（マンガ・アニメ・トイホビー）についても記載する。

## 概要
スクウェア・エニックスによる、低就学児童（小学校中学年から高学年以上）を対象として開発したアーケードゲーム。様々な他企業と連携した大規模なメディアミックスが計画された。
アーケードゲームとしては自動車を操縦するカードライブゲームと、自動車を巨大ロボットに変形させてバトルするロボットバトルゲームの2モードを合わせて楽しめる（個々を別々に遊ぶことはできないが第3弾より「ドライブだけプレイする」、「バトルだけプレイする」が追加されどちらかだけでも遊べるようになった）。モードチェンジ時には世界初となる、プレイ中に筐体が変形する仕掛けを装備。視覚的な刺激もプレイの楽しさに一役買っている。
自動車の外装は第0弾時点では架空のものだったが、第1弾以降は実在する国内外の自動車や公共使用車も続々登場した。ただし、本田技研工業の車種は企業イメージに合わない（二足歩行式ロボットのASIMOを開発・生産していることに加え、劇中でロボットが武器を所持して戦闘するため）ことから登場していない。
2014年（平成26年）2月2日をもって稼働終了した。なお、この後には、全国のアーケード版部品取りにてハンドルなどが販売されていた。
アーケードゲームとしては珍しくゲームエンジンとしてUnreal Engine3.5を使用している。

## 歴史
- 2012年（平成24年）
  - 6月21日 - 第0弾が一部の店舗で先行稼動開始。
  - 7月 - 全国各地の店舗で正式稼動開始。
  - 9月14日 - 第1弾稼動開始。マシンカード48枚、スペシャルカード6枚
  - 10月2日 - テレビ東京系列にてテレビアニメ放送開始。
  - 11月2日 - 11月16日 - マシンカード下取りキャンペーン
  - 11月9日 - 第2弾稼動開始。マシンカード48枚、スペシャルカード4枚
  - 11月下旬 - 12月2日 - ギルティス討伐ミッション経験値2倍キャンペーン
  - 12月22日 - 12月23日 - ジャンプフェスタにて、公式大会アルカディアグランプリ（シングル・ペア）の決勝を開催
  - 12月26日 - 1月10日 - 幻のチームと対戦キャンペーン
- 2013年（平成25年）
  - 1月11日 - 第3弾稼動。新タイプ「はたらく車」が追加。マシンカード50枚、スペシャルカード4枚
  - 1月11日から期間限定 マクドナルド・ハッピーセットのおまけ全六種（選ばれしドライバー＋クロード。マシン兼SPカードのWカード）。
  - 2月8日 - 第3弾+稼動開始。
  - 2月8日 - 3月3日 - 仲間と一緒に協力プレイ!絆キャンペーン
  - 3月8日 - 第4弾稼動開始。マシンカード50枚、スペシャルカード4枚
  - 3月16日 - 合体マシンボス討伐キャンペーン
  - 4月5日 - 第4弾+稼動開始。
  - 5月2日 - 5月24日  合体マシンボス討伐1000000体突破、経験値2倍キャンペーン
  - 5月10日 - 第5弾稼働開始。マシンカード50枚、スペシャルカード4枚
  - 5月21日 - 6月3日 - ファミリーマートで特定の菓子を購入、非売品クリアファイル（全二種、後期宣伝ポスター、選ばれしドライバー）
  - 6月7日 - 第5弾+稼動開始。
  - 7月12日 - 新1弾稼動開始。マシンカード52枚、wバーストカード12枚（この弾限定）、スペシャルカード8枚
  - 7月12日     8月22日アルバロス討伐キャンペーン
  - 7月12日      7月25日経験値1.5倍キャンペーン
  - 8月23日 9月12日   選ばれしドライバーと対戦
  - 8月28日    DVD-BOX1発売。
  - 9月13日 新2弾稼働開始。マシンカード51枚、スペシャルカード4枚、ドライバースキルカード3枚
  - 10月11日 新2弾+稼働開始。
  - 11月8日 新3弾稼働開始。マシンカード51枚、スペシャルカード4枚、ドライバースキルカード3枚
  - 11月8日  11月21日  横浜新都心防衛ミッション！
  - 12月6日 新3弾+稼働開始。実質的な最終弾。
  - 11月22日  12月12日  グレートクラーケン討伐キャンペーン！
  - 12月13日  12月25日  キラキラひかる！クリスマス特別ミッション！
  - 12月21日 DVD-BOX2発売。

- 2014年（平成26年）
  - 2月2日 稼働終了。
  - 3月初旬  アーケード版の、部品取りキャンペーンでハンドルなどを限定発売。

## アーケード版
1. 100円玉を入れて、3つの選択肢「ジャイロゼッターをプレイする（Aボタン）」「あそびかたをおぼえる（Bボタン）」「カードだけかう（Cボタン）」から任意のモードを選ぶ。
  - 「あそびかたをおぼえる」はいわゆるチュートリアルモード。「クロード博士」からゲームのプレイ方法を教わる。
  - 「カードだけかう」では、通常のゲームプレイをせず、その場でカードのみを購入して終了。新1弾までは横書きイラストだったが、新2弾より縦書きに変更される。
2. 「ジャイロゼッターをプレイする」で「ひとりであそぶ」（シングルプレイ）と「ふたりであそぶ」（マルチプレイ）のどちらか一方を選び、ゲームをプレイする。以下特記なき場合は「ジャイロゼッターをプレイする」→「ひとりであそぶ」のプレイ方法。
3. 任意の「マシンカード」を3枚スキャン（スキャンしなくても「クラクションボタン」を押せばゲームプレイ可能だがその際ライバード、GT-R、プリウスα〈新1弾より、ライバードSE、ドルフィーネTA、羅武流の固定編成〉のどれかまたは3台すべてに固定される）し、最後にドライバースキルカードをスキャンする。最初にスキャンしたカードがプレイヤー操作キャラクター（自動車→ロボ）になり、「ドライブモード」に移行。敵の同じく3台編成のチームを組んでいるが、プレイヤー操作以外の2台がオートパイロットで敵のマシンを足止めしており、止めきれなかった「ライバル」1台とドライブモードで対戦するという設定になっている（新1弾以降、この演出はカット）。

### ドライブモード
「ライバル」（プレイヤーがゲームで対戦するキャラクター）と自動車で先行を競い合いながら、同時にバトルモードで影響するアイテムも収集する。自動車は「ステアリング」と「シフトレバー」で操作する。シフトレバーはブレーキペダルも兼ねる。シフトレバーを上げると「ブースト」が働き、自動車が超加速し、シフトレバーを下げるとブレーキになり、減速やドリフト走行を行うことができる。
壁に接触したりブーストを使用するとエネルギーを消費する（第5弾までに存在したスキャン前に購入したアシストシステムを使うと壁に接触してもエネルギーが減らなくなったり、ブースト使用時のエネルギー消費量が半減する）。
ドライブモードが終了して画面が指示したら、ステアリングを押し上げ、筐体を「超速変形」させる。画面内の自動車はロボに変形し、ゲームが「バトルモード」に移行する。
ドライブモードで勝利すると、マシンのEPや攻撃力などにボーナスがかかりバトルモードを有利に進めることができる。ただしドライブモードで敗北してもバトルモードには進むことができる。

### バトルモード
プレイヤーは操作キャラと2機のサブキャラを合わせた計3機のロボを、「超速変形」時に筐体前面が展開して出現する「ジャイロレバー」（トリガーを備えたグリップ状のレバー）で操作し、ライバルの3機と3on3のロボバトルを行う。互いにはEP（エネルギーポイント）が設定されており、様々な技を駆使しこれを削っていく。どちらかのEPが0になった時点で、最終的な勝敗が確定する。本モード中、攻撃時にタイミングを合わせてジャイロレバーやトリガーを操作することで画面右下に表示されている「バーストパワーゲージ」が溜まり、最大状態になれば後述する「ファイナルバースト」が発動できる（ゼノンはファイナルバーストは発動できない）。また、ドライブモードの結果やカードの組み合わせは、バトル開始時のEPや能力値、バーストパワーゲージなどに影響する。
レバーで発動できる技は基本的に下記の四種類（各キャラごとに固有の技名があるがそれについては後述）。
- 「ノーマルアタック」 - 右レバーで発動。いわゆる通常技。派手さはないが確実に相手のEPを削れる。
- 「バーストアタック」 - 左レバーで発動。いわゆる必殺技。相手に決まれば大ダメージが狙えるが、「カウンターアタック」をくらうリスクも伴う諸刃の剣。
  - 「ダブルバースト」 - 第4弾から特定の機体の組み合わせで繰り出せる特殊なバーストアタック。個別のバーストアタックより威力が高い、あるいは強力な特殊効果を持つ。カウンターアタックを受けた場合は、ダブルバーストを発動する2体の内カウンターを受けた側に通常より高いカウンターダメージを与える。ただし、もう1体は通常のバーストアタックで継続して攻撃可能。
- 「カウンターアタック」 - 両方のレバーで発動。相手がバーストアタックを出してきた際にこれを選択できていれば、ダメージを受けずに反撃できる（その際、相手のバーストゲージも減らす）。バースト以外の技に対して選択すると失敗となり、わずかなダメージしか与えられない上にタイミング入力もできない。また相手が「スペシャルカード」アクアカウンターを使用している場合、逆にカウンターされバーストパワーも減らされる（第2弾のバージョンアップ前では減らされなかった）。プレイヤー側の技名はジャイロカウンター、敵側およびゼノン系ジャイロゼッターはゼノカウンターと呼ばれる（一部ジャイロゼッターは漢字になったり〈例 邪異呂華云汰〉、名称が異なるものになっている〈例 反、待ち構える朕でおじゃる、仁義なきお返し〉）。
- 「ファイナルバースト」 - いわゆる超必殺技。通常の相手ならEPのほとんどを奪えるため勝利をほぼ確実なものとできるほか、ボスキャラクターに対しても有効。相手を倒せなかった場合、発動直後の1ターンは行動不能となる。対戦でお互いがファイナルバーストを発動した場合、パーセントの多いほうが先行となる。ファイナルバースト発動前に一部の「スペシャルカード」をスキャンすると特殊なファイナルバーストが発動する。ゼノンのみ発動できない。

技発動時に「スペシャルカード」と呼ばれる特殊なカードをスキャンすることで、様々なキャラクターがサポートしてくれるが、スキャンは1ゲーム中に1回しかできない（協力プレイの場合はそれぞれ1回で2回）。

### ドライバーズID
本作が対応する、プレイヤーデータ記録システムの総称。アミューズメントセンターや玩具店などで販売する『ドライバーズIDカード』（有料）を本作の筺体にスキャンすることで、今までの対戦成績や全国ランキングなどの閲覧が可能になる他、「アルカディアポイント」と称するスペシャル値を蓄積することができ、一定ポイントを消費することでマシンカスタマイズが可能になる。
これとは別に「経験値」も存在し、一定レベルに到達すれば「ライセンス」をランクアップ（昇格）させることができ、マシンの基礎的戦闘能力が強化されていく。また、「カードを買う」以外で最大4枚（2人での協力プレイの場合最大3枚）まで購入可能。IDカードをスキャンしなくても「クラクションボタン」を押せばゲームプレイは可能（プレイ終了後にデータは蓄積されず消去される）。2013年（平成25年）7月以降はアルカディアミッションもプレイ可能にもなっている。

## ジャイロゼッター
人工知能を搭載することで従来の自動車を遥かに超えた安全性と操作性を備えた「エーアイカー」が全盛を極め、特定地域では小学生でも運転技術を学ぶために「エーアイカー」を操縦することができる。この「エーアイカー」をベースに、ある目的からロボットに変形できる機能を持たせた特別なマシンが「ジャイロゼッター」と呼ばれる。
エーアイカー開発の先駆けである「アルカディア社」と、同社と敵対するゼノンを筆頭とし、多くの実在する企業がジャイロゼッター開発に参入している。
車種は大別して「スポーツ」「エコ」「セダン」「ワゴン」、第3弾で追加された「はたらく車」（商用車・業務用車・公用車・建設機械）がある。がある。それぞれドライブモードでの性能や、バトルモードでの得意とする役割が異なる。さらに使用するジャイロゼッターの車種や色、メーカーなどを全て同種・あるいは全て異なるものにすることでバトルモード時のEPとステータスが強化される。また、特定のジャイロゼッター同士を組み合わせることで巨大な合体ジャイロゼッターに変化する。
技は属性が存在し、カードごとに持つ対属性耐性によって威力が増減する。また単純にEPを削るものだけでなく、自身を強化したり相手を異常状態にするものも存在し、カード（バリエーションの違う車種も含む）によっては一部の技が変化しているものも存在する。
ホンダを除く国内メーカーの大半の企業が参加しており、『アルバロスの翼』にてスズキ、ダイハツの車両が限定的に追加されていたが、新2弾より正式参戦、ゼノン側も同様である。

### 企業・団体

#### アルカディア（ARCADIA）
敵組織であるゼノンを除き唯一の架空企業。メーカーボーナスではEPが強化される。
ライバード
クロードとアルカディアが共同開発したジャイロゼッター。鳥がモチーフ。スポーツカータイプでライトニングレッドカラーのマシン。主人公であるカケル専用。
アーケード版では、カードをスキャンせずにクラクションボタンを押すことで貸し出されるサンプルのマシン（第5弾まで）で、飛びぬけて高い能力を持たない。カラーや技の異なるカードも存在する。
エイプリルフールでライバードがスバルから実車化されるという企画があった。
武器：轟雷剣
技：ライトニングスラッシュ、ジェットレーザーキック、フェザーストーム、ライデンインパクト、ハイパースラスト、轟雷双剣
ファイナルバースト：轟雷天翔斬、超サンダーフィニッシュ（アルバロスの翼）
ライバードHS（ハイパースペック）
TVシリーズでは10話でギルティスに大破され、11話にて改修されて生まれ変わったライバードの強化形態。アーケード版では第3弾より登場。弱点である肩や脚部が補強され、屋根の部分を盾として使用する。任意によって着脱が可能。『アルバロス』では初回特典コードを入力しないと入手できない。
技：ハイパーライトニングスラッシュ、サンライズバースト
ライバードSE（シャイニングエディション）
ライバードの強化改修機。アーケード版では第4弾の時点で最強ジャンプ2013年6月号にて先行配布され、第5弾より正式に登場。新1弾よりゲーム中で借りるマシンとしても登場。TVシリーズ31話および『アルバロスの翼』のプロローグで大破したライバードを40年後の未来技術でによりゴート博士の手で修復、強化された。本来はメヴィウスエンジン完成後改修される予定だった。マシン人気投票ランキングでは1位にランクインした。
武器：轟炎剣
技：ライトニングウエーブ、シャイニングスラッシュ、ジェットフレイムキック、轟炎爆裂弾
ファイナルバースト：メヴィウスオーバードライブ、轟雷轟炎鳳翼翔
ドルフィーネ
TVシリーズ9話より登場。エコタイプのピンク色をしたマシン。モチーフはイルカ。バーストアタックで自分を回復する能力を持つ。アーケード版ではスペシャルカードまたはファイナルバースト発動時にりんねが操縦し、コミカライズ、TVシリーズではりんねの2台目の愛車として搭乗。
ダブルバースト（ライバード）：ジェットスライドクロス
ファイナルバースト：アクア・プリンセス
ドルフィーネTA（トリプルアクセル）
ドルフィーネの後継機でアーケードでは新1弾より登場。TVシリーズではドルフィーネの強化改修機であり引き続きドライバーはりんねが務める。水中戦も可能で、水上を跳躍することで移動できる。コミカライズでは未来のゴートによって改修された。『アルバロス』では特定のQRコードでのみ入手できる。
武器：ドルフィンスラッシュ
ダブルバースト（ライバードSE）：アクアヒートプラトン
技:リズミックリボンTA（トリプルアクセル）
アギトツインS
エコタイプのマシン。モチーフはクワガタ。公式レースでも上位に入る機種である。コミカライズとTVシリーズではゼノンが改造、TVシリーズ3話からトーマが操縦する。超速変形では、アルカディアマークが出た後、ゼノンマークが出るようになっている。
武器：ツインソード
技：デュアルブラスト
ヒッポカノン
ワゴンタイプのマシン。デザインはアメリカンテイストでモチーフはカバ。両手の5本の指先からマシンガンを連射し、胴体のカバの口から高出力ビームを発射する。コミカライズとTVシリーズではハルカが搭乗。
武器：ヒッポマシンガン
技：ギガントキャノン
羅武流
セダンタイプのマシン。いわゆる暴走族の車に見られるマフラーや、漢字による当て字からなる技名、リーゼント状の砲身頭部などいわゆる「ヤンキー」を意識した機種。TVシリーズではイレイザー軍団が使用する。
ウルサス
セダンタイプのマシン。熊がモチーフとなっており、ハンマーで攻撃する。また、手の爪もなかなか凶悪な鋭さがある。TVシリーズではイレイザー666が搭乗するほか、アルカディアGPでは道産子ベアーズが3人共搭乗。『アルバロス』ではゲーム初期のマシンとして登場。
技：フルハンマー
ペンリー三世
エコタイプのマシン。ペンギンがモチーフ。バーストアタック時も含め三段変形する。TVシリーズでは33話でスジオが搭乗。『アルバロス』ではゲーム初期のマシンとして登場。
技：叩くでおじゃる、怒った朕は危険なり
ペンリー十三世
『アルバロス』に登場。イワトビペンギンがモチーフ。
コングローダー
ワゴンタイプで4WDのジャイロゼッター。ゴリラがモチーフ。怪力とドラミングによるサウンドブラストで戦う。コミカライズとTVシリーズではミチノリが搭乗。
技：ヘビーインパクトG、グレートドラム、リベンジボルテージ、ビッグバンクラッシュ
ファイナルバースト：チョモランマドロップ
コングローダーGX（ギガントクロス）
コングローダーの後継機。腕部にグローブが追加され、ワイヤーパンチによる中距離攻撃も可能。TVシリーズでは41話から登場したコングローダーの改修機であり引き続きミチノリが搭乗する。終盤ではヤツメノオロチとの戦いで大破しメヴィウスエンジンを強奪された。
アヌビア
セダンタイプのマシン。フォルクスワーゲンに近いフォルムをしたジャイロゼッター。アヌビスがモチーフ。ボウガンによる遠距離攻撃を得意とする。TVシリーズではサトリの搭乗。
技：肉球ストライク、オラクルシュート、神聖なる祈り、バビロニアスマッシュ
ファイナルバースト：イシスの裁き
アヌビアNF（ナデシコフォーム）
アヌビアの後継機。接近専用武器を持つ。TVシリーズでは41話から登場したアヌビアの改修機でありサトリが引き続き搭乗する。終盤ではコングローダーGXと同じくヤツメノオロチとの戦いで大破しメヴィウスエンジンを強奪された。
技：御霊の矢、薙刀の舞
ギルティスME（メヴィウスエディション）
壮太が自我を取り戻し、アルカディアの選ばれしドライバーとして迎えられたのを機に、新生ギルティスをアルカディア技術スタッフの手で改修したもの。アーケード版では新1弾より登場。基本的なスペックはそれに準ずるが、ゼノン時代には存在しなかったリアウィングが追加されている。
技:インフィニティエッジ、ブリザードストーム
ダブルバースト（ライバードSE）：氷柱轟炎斬
ファイナルバースト：タービュランスエッジZero（TVシリーズ未使用）
BEEMAN500
軽トラックのようなデザインのジャイロゼッター。変形時の姿は蜂がモチーフ。エコロジーが際立って高い性能を持つ。変形時はピコピコハンマーを武器にする。TVシリーズでは43話のアルカディアGPにてリカコが操縦。『アルバロス』では出現確率が低くすぐ逃げるが、経験値を多く持っている。鳥山明デザイン。
ベルガー
レバーアクションライフルとサーベルで武装したジャイロゼッター。虎がモチーフのスポーツタイプ。TVシリーズでは19話からトーマが操縦。『アルバロス』では初期マシンとして登場。
クージャ
クジャクのような光の羽を持つセダンタイプのジャイロゼッター。長弓で武装している。コミカライズでは道場、TVシリーズ43話ではレッカが操縦。アルカディアGPに参戦。水野輝昭デザイン。
技：フェザーテイルアロー、アルティメイトクージャ
ベオフェンサー
オオカミがモチーフのジャイロゼッター。「フェンサー」とは剣士を意味するが、両腕にはロングライフルを装備している。『アルバロスの翼』ではレイの愛機として登場。
パトパンダー
パンダの形をしたパトカーのジャイロゼッター。ウルサスをベースにした特殊車両。ドライブモードでは一定時間エネルギーを消費しない緊急走行モードを持つ。TV版では19話から半田が、コミカライズ17話ではカケルが運転する。
ファイアーファイアー
消防車（放水車）のジャイロゼッター。単体でも巨大な体格で、消防士らしく斧と高圧放水で攻撃する。ドライブモードでは放水を行い、これで倍率の高い燃えるアイテムを消火して取得可能にする。TV版では19話のレスキューパトロールチームの一員として、『アルバロス』ではボス専用機として登場。
ヒッポピーポー
ヒッポカノンの特別仕様。救急車型ジャイロゼッター。アーケードよりも先行でTVシリーズ19話よりパトロールチームの一員として登場。ドライブモードではクラクション操作で、一定時間アイテム取得時にエネルギーも回復するようになる。TV版19話ではレスキューパトロールチームの一員として登場。
ラッダーラッダー
消防車（はしご車）のジャイロゼッター。ファイアーファイアー同様に巨大な体格を誇る。ドライブモードでははしごを伸ばし、空中にある倍率の高いアイテムを取得することができる。コミカライズ17話ではミチノリが運転、『アルバロス』ではボス専用機として登場。
パトタイガー
ベルガーの特殊車両。パトパンダー同様に緊急走行モードを持ち、走行速度が999kmとなる。TVシリーズ最終話エンディングの1カットのみ登場。
ウルタク
ウルサスのタクシー仕様。頭部にそれを象徴する行灯が付いている。
アルカディアバス
文字通り、バスのジャイロゼッター。巨大な体格を誇る。ドライブモードでは「スピード」と「テクニック」を使い分け走行する。TVシリーズ46話ではゼノンのイビルウイルスで暴走し、人々を襲撃した。
ヘビーローラー
ロードローラーのジャイロゼッター。アーケードの新1弾より登場。空手を得意とする。
グレイドラ
勇輝が操縦する青龍型ジャイロゼッター。元々はライバードSEを元にネコ博士のインスピレーリョンで開発したもので容姿や変形機構が似ている。名称は「ニャイバード ネコ博士エディション」と呼ばれていたが、明らかに無理ありすぎなネーミングにより勇輝により改名されている。『アルバロス』およびTVシリーズ31話で登場し、アーケード版では『アルバロスの翼』の初回限定特典として配布された。
武器：ドラゴンソード
技：ファイアパンチ、インフェルノスラッシュ
ファイナルバースト：真蒼龍大斬撃（勇輝登場時）
パピリア40（フォーティー）
エリカが操縦する未来のジャイロゼッター。白い蝶をモチーフとしている。回復、補助が得意。双子アイドルユニット「あいる せな」をイメージしてネコ博士が設計した。『アルバロス』およびTVシリーズ31話で登場。
ライノダイザー
ダイゴが操縦するパワー型ジャイロゼッター。サイをモチーフとしている。土道や雪原で、機動力を発揮する。
アビリス
ナオが操縦するサポート型ジャイロゼッター。未来の猫型ロボットを意識して制作したが紆余曲折を経てGZになったという。
エネガード
未来世界でエネルクス社が使用している警備型ジャイロゼッター。TVシリーズ31話では暴走ゼッターとして登場し、カケルたちを襲撃する。
タイガーマスクME（ムービーエディション）
映画『THE TIGER MASK』とのコラボの一環として登場。

#### ゼノン（XENON）
この作品の敵組織。エーアイカーだけでなく、重機や船舶をジャイロゼッター化する技術を有する。他社の機体も備えているがほとんどはダークメタリックカラーで統一されている。新2弾より自機として正式参戦。
ゴブリ
TVシリーズより登場する量産型ジャイロゼッター。人を介さずAIで起動するが、一般人（主に犯罪者）も乗り込める。張子の車体を覆い偽装し、情報収集もできる。新2弾より登場。『アルバロス』では多くの亜種が登場した。
武器:ゴブリハンマー、シールド
ゴブリ・エース
ドライバーが搭乗できるゴブリの上位機種。肩、角が付き、頭部の形状も違う。TVシリーズではトーマが搭乗したが、3話でアギトツインSに乗り換えられた。新3弾より登場。
エアロゴブリ
『アルバロスの翼』に登場。リアウイングが付いたタイプ。
アイスゴブリ
『アルバロスの翼』に登場。雪道移動型。
ゴブリゾンビ
『アルバロスの翼』に登場。帰らずのトンネルに生息。道路、土道を早く走れる。
マグマゴブリ
『アルバロスの翼』に登場。荒地移動型。
ギルティス
アーケード、TVシリーズに登場するイレイザー01（軍司壮太）専用のカマキリ型ジャイロゼッター。通称「原罪の使徒」。両腕の超硬質ブレードとボウガンを武器にする。背部にエンジン部がむき出しになっているのが特徴。ボスとして一定確率で登場。『アルバロス』ではダイモン専用機で、ジャイロゼッター戦争時代、アルバロスとともに二大ジャイロゼッターと呼ばれた。
技：グラシアルワイプ、テリトリーウェーブ、バンディットスラッシュ、テリトリースティング
ギルティスEX（エクストリーム）
アーケード、TVシリーズ双方に登場するギルティスの強化形態。余剰エネルギーにより、伝達系統や関節が赤く発光している。アーケードでは第2弾+より、TVシリーズでは10話より登場。新3弾ではギルティスME（メヴィウスエディション）・ゴブリ・ゴブリエースと超速合体することでプレイヤーも使用可能に。『アルバロス』では特定のQRコードでのみ戦えるボス。
新生ギルティス
TVシリーズ27話より登場。25話で強奪したGT-RのメヴィウスエンジンをギルティスEXに搭載したもの。イレイザー01時と壮太の時期で色が異なる。
ケルベイザー
TVシリーズ27話、アーケード第4弾より登場するケルベロス型ジャイロゼッター。『アルバロス』ではトーマが、TVシリーズではイレイザーエース専用。通称「地獄の門番」。ボスとして一定確率で登場。巨大な剣と盾を使用する。新3弾では技やステータスは異なるもののプレイヤーも使えるようになった。
技：ガーディアンクラッシュ、ヘルズフレイム、デッドリーチェーン、ケルベロスコンビネーション
ケルベイザーGT
アーケード第5弾+、TVシリーズ44話より登場。ケルベイザーの強化改修型。通称「煉獄の門番」。引き続きイレイザーエースが搭乗。
アルカディアGPに出場し、正々堂々とライバードSEと対決する。
キメライガー
TVシリーズ30話より登場。イレイザーキング専用機。右肩が山羊、左肩が竜の所謂キマイラの意匠を持ち、尾部が武器になる。ライバードのように衛星軌道上まで行ったり、逆立ちなどを披露する。新3弾から登場。
武器：豪槍グングニル
マッドタウロス
TVシリーズ44話より登場するミノタウロス型。戦斧を振り回し、単純な力なら性能を高めたフェアレディZをも凌駕する。イレイザージャック専用機。新3弾に登場する。
技：魔牛大戦斧
メデュナス
TVシリーズ44話より登場するゴルゴーネス型（またはメデューサ型）。蛇状の自在鞭を操る。イレイザークイーン専用機。新3弾より登場する。頭部の無数の蛇を分離させ伸ばした左腕の周囲に円形に並べ両膝立ちのまるでグラビアアイドルを思わせるかのようなセクシーな体勢で宙に浮いた蛇をガトリングガンのように回転させ蛇の口から銃弾を乱射する。または、鏡面状のフェイスカバーを展開し開眼して睨み付けることで敵を一瞬にして石化し、左右の蛇状の鞭で順に貫いた後さらに空中から目にも留まらぬスピードで動けない敵に容赦なく鞭の連撃を浴びせかける。最後は艶めかしい決めポーズをとり始めた時点で両腕から分離した蛇が密かに敵に忍び寄り、本体が決めポーズを取ると共に巨大化した2匹の蛇が敵を締め上げて止めを刺すという技も使える。
技：ゴーゴンアイ
ドラグノス
アーケード、TVシリーズ12話より登場。通称「巨竜型重機」。ドラゴンのような形をした巨大ジャイロゼッター。クレーン車、ショベルカー、ブルドーザー、ミキサー車が融合して誕生する。ボスとして一定確率で登場。TVシリーズでは12話でトーマが搭乗、アルバロスの翼では旧式の部類に入り、ゲドーが遠隔操縦。第1弾+から強化版の「超竜型重機 ドラグノス改」が登場する。
グレートクラーケン
アーケード、コミカライズ、TVシリーズ12話より登場する巨神戦艦型ジャイロゼッター。顔面が固太りの石膏像であり、イカの触手が生えている。通称「大王級戦艦」。TVシリーズではトーマが搭乗、『アルバロス』ではゴートが遠隔操縦。ボスとして一定確率で登場。第3弾+から強化版の「帝王級戦艦 メガロクラーケン」が登場する。
技：クラーケンアックス、グレートバンカーチャージ、スキッドルート、ビッグホールバスター（グレートクラーケン）
技：クラーケンランス、ハイプレッシャーストライク、メガロクラッシュ、グレートハイドロバスター（メガロクラーケン）
ハーピーシュミット
アーケード第3弾より登場する爆撃機変形型ジャイロゼッター。通称「女王級爆撃機」。名前通りハーピーのような姿で、ジェット噴射による縦横無尽の体当たりも得意。ボスとして一定確率で登場。第4弾+から強化版の「女神級爆撃機 ハーピーシュミットII」が登場するが、どちらもTVシリーズでは登場せず。『アルバロス』では特定のクエストボスとして登場。
技：ガトリングオブハーピー、多弾頭ミサイル、スカイクラッシャー、超音波爆撃
ダイコンゴウ
第5弾およびTVシリーズ29話より登場した蒸気機関車型ジャイロゼッター。通称「武者型暴走機関」。ボスとして一定確率で登場。トレインモードではビームレールを敷きながら移動するが、ゼタレイトを鉱石のまま炉にくべる時代逆行した造りになっている。字幕では「大金剛」と漢字表記された。強化版の「ダイショーグン」も登場している。TVシリーズではトーマが搭乗し、マイトガインにもじった名乗りポースとセリフを使っている。『アルバロス』ではミカが搭乗。
技：式神召喚、円月殺法
アルバロス
「死の翼」と呼ばれる未来世界最強のジャイロゼッターで、物語の鍵のひとつ。轟ヒロトが搭乗。ゼタレイトを吸収する翼が搭載されている。戦争では東京を壊滅させた性能を誇るが、本来は環境浄化を目的としている。
アーケード版では新1弾の期間限定ボスとして登場。TVシリーズ40話においてゴートにより未来からタイムマシンより呼び出されるが突如起動し、その場からいなくなる。ジャイロゼッターを暴走させるウイルス「イビルウイルス」に感染しておりドライバーなしで暴走。タイムゲートの影響からか、状況に応じて姿を消せる能力を見せ選ばれしドライバーたちを翻弄するが、最後はカケルとソウタのダブルバースト「氷柱豪炎斬」でゲートから未来に送り返される。
コミカライズではTVシリーズ同様ゴートにより未来からタイムマシンより呼び出され、アルカディアのみを狙うDWに改造されるが、道場ヘイスケによってゲートから未来に送り返された。
『アルバロス』ではゼタレイトの連鎖崩壊を封じ込めるため、東京に送り込んだが、崩壊を防げずに東京を壊滅させ、轟博士に廃棄されたところをゲドーが拾い、ヒロトに与えられた。
後に轟博士により、ゼノン製エンジンからメヴィウスエンジンに換装され、再びヒロトの手に。
轟カケル博士が開発したジャイロゼッターであるためゼノン製ではないが便宜上ここに記載する。
技：デスビーム、出力30%解放、アルブラスター、カラミティエッジ（アルバロスの翼）
技：バニシングウイング、デッドリィロンド、円滅輪、雷滅双剣（アーケード版新1弾）
アルバロスDW（デスウィングモード）
アルバロスの強化形態。アーケード版では新1弾の期間限定ボスとして登場。全身の装甲が展開され、展開された部分からは赤い光が出ているのが特徴。
『アルバロス』本編内では、ゲドーが遠隔操作で強制的にDWを発動させた。
『アルバロス』チャレンジバトルモード、アーケード版では、ヒロトが搭乗。
通称「絶望の翼」。
『アルバロス』では、バーストゲージを50%消費してプレイヤーも一時的に技を使えるようになる。
技:出力全開100%（敵機時）、DWモード（自機時）（アルバロスの翼）
技:煉獄灼熱翔、円滅輪、死の羽撃、雷滅双剣（アーケード版新1弾）
ゴイル
『アルバロスの翼』、コミカライズに登場したガーゴイル型ジャイロゼッター。敵の弱体化が得意。
スカルゴイル
『アルバロスの翼』に登場したゴイルの亜種。骸骨を意識したカラーリング。ゼノンに入ったゴートが搭乗。
ギガロ
『アルバロスの翼』、コミカライズに登場した巨人型ジャイロゼッター。
スカルギガロ
『アルバロスの翼』に登場するギガロの亜種。ゲドーが搭乗。特定のQRコードで戦えるゼノデイモスIIの勝利報酬でもある。
ゼノクロノス
『アルバロスの翼』、コミカライズ、TVシリーズ39話に搭乗した神話型ジャイロゼッター。通称「神話型戦車」。前述ではダイモン、後述ではゴートが搭乗。単独変形はできないもののゴートが開発した「ターボXXX（トリプルエックス）エンジン」を搭載しており戦闘能力は高い。時間操作を意識した戦法を得意とする。特定のQRコードを読み込むことによって強化版の「黄金級戦車 ゼノゴルドス」と戦える。
ゼノデイモス
『アルバロスの翼』に登場。ゲドーが開発した究極の要塞型ジャイロゼッター。通称「魔空要塞」。最初は全身に搭載された銃を乱射するが、一度倒されると外殻を展開し、属性を変化させながら戦う。特定のQRコードを読み込むことによって強化版の「大魔空要塞 ゼノデイモスII」と戦える。
デスゼノン
TVシリーズ45話でゼノンが開発、48話で出撃した最強のジャイロゼッターであり、ジャドーいわく「冥府の王」。死神をモチーフとしている。未来から呼び寄せたアルバロスに付着していたイビルウイルスを解析、量産化しており、ウイルスを散布することができる。ドライバーはゴートだが、TVシリーズではジャドーの罠にかかり、ソウルイレイザーシステムで洗脳されている。

#### トヨタ自動車（TOYOTA）
86 G（ZN6）
蜂をイメージしたジャイロゼッター。スプリンタートレノ、トヨタ・86 GTと合体することで「Queen-86」となる。
86 GT（ZN6）
上記の86の色違い。Gとはバーストアタックが異なる。
マークX 250G（GRX130）
キャッチコピーから侍をイメージしたジャイロゼッター。腰に添えた二刀流の刀が武器。
マークX 350S（GRX133）
上記のマークXの色違い。250Gとはバーストアタックが異なる。
プリウスα Sツーリングセレクション（ZVW41）
看護婦をイメージしたジャイロゼッター。相手のEPを注射器状の武器「ハイブリッドレーザーキャノン」での遠距離攻撃と対象物から吸収する技を持つ。TVシリーズではりんねが搭乗し、26話ではかえでが譲り受けた。コミカライズではグレートクラーケンによって大破され、修復不可能となった。
技：EVディスチャージ、EGディストリビュート
プリウスα Gツーリングセレクション（ZVW41）
上記のプリウスαの色違い。Sツーリングセレクションとはバーストアタックが異なる。
ヴェルファイア 2.4Z（ANH25）
腕部の大型砲による砲撃を中心とする軍隊タイプの兵士型ジャイロゼッター。バズーカとシールドを使用し、背中にも筒状の手榴弾を2つ隠し持っている。TVシリーズ12話ではアルカディアがギルティスを迎え撃つため無人機状態で使用しており、33話ではイレイザージャック（桜子）が操縦する。
技：レディセット・ファイア、ファーアウェイ
ヴェルファイア 3.5Z（ANH25）
上記のヴェルファイアの色違い。2.4Zとはバーストアタックが異なる。
MR-S S-エディション（ZZW30）
蜘蛛をモチーフにしたジャイロゼッターで、背部に大型アームを4本持つ。
スープラ RZ（JZA80）
シャチをモチーフにしたジャイロゼッターでヒレ状のパーツを持つ。TVシリーズ22話ではハルカが搭乗。
セリカ GT-FOUR（ST205）
レディースのようなイメージのジャイロゼッター。羅武流のような技の当て字や、木刀のような武器を持つ。コミカライズではハルカが搭乗。
ヴィッツ F（NSP130）
ハチドリをイメージしたジャイロゼッター。弓を装備し、花びらのようなパーツを展開しエネルギーを吸収する技を持つ。TVシリーズ28話よりイレイザークイーン（サキ）が搭乗。
技：ハミングアロー、トロピカルフラワー
ヴィッツ Jewela（NSP130）
上記のヴィッツの色違い。Fとはバーストアタックが異なる。
スプリンタートレノ GT-APEX（AE86）
bB S QNC型
半漁人のような風貌で腕に装備したパープンや投縄を武器とする。その風貌の通り水中戦も可能である。アーケードでは新1弾より登場。アルバロスの翼で先行登場。TVシリーズ42話では無人島のゼノン基地で半覚醒のイレイザージャックが搭乗。
カローラアクシオ（NZE161）
『アルバロスの翼』に登場。特定のQRコードから入手できる麒麟型ジャイロゼッター。

#### 日産自動車（NISSAN）
GT-R Pure Edition（ピュアエディション）（R35）
大剣を構える甲冑騎士風のジャイロゼッター。コミカライズとTVシリーズではシュンスケが搭乗。TVシリーズ25話でメヴィウスエンジンをギルティスに強奪されているが終盤では大破したフェアレディZの代役として出撃。TVシリーズ26話、50話ではGT-R、スカイラインGT-RとGT-RRRに超速合体。
技：ナイトスラッシュ、ターボエッジインパクト、グリムリーパー
ファイナルバースト：スーパーソニックバレット
GT-R Brack Edition（ブラックエディション）（R35）
TVシリーズではマッチさんの愛車でAIカーレースにも使用している。
スカイライン 2000GT-R
瓦のような肩、下駄のような足が特徴のジャイロゼッター。TVシリーズ、『アルバロス』共に道場ヘイスケが搭乗。TVシリーズでは最終話の1カットに登場。『アルバロス』では特定のQRコードで入手できる。
フーガ 250GT（Y51）
天女をイメージしたジャイロゼッター。背中と腰にはビームで形成された羽衣を装備。TVシリーズ44話では晶が搭乗し、バーストファイトに参戦している。
技：天女の舞い
マーチ 12S（K13）
蛙の形をしたジャイロゼッター。TVシリーズではエネルクス社員が搭乗。
マーチ 12X（K13）
上記のマーチの色違い。TVシリーズではトーマが搭乗。
エルグランド 250Highway Star（E52）
斧で戦う大柄のジャイロゼッター。TVシリーズ12話ではアルカディアがギルティスを迎え撃つため無人機状態で使用。44話では息吹が搭乗し、バーストファイトに参戦している。
ウィングロード 15M（Y12）
鳥人をイメージしたジャイロゼッターで翼を持つ。TVシリーズ28、29話ではイレイザー軍団が使用する。
シルビア スペックRエアロ（S15）
戦乙女のようなデザインをした女騎士型のジャイロゼッター。GT-R同様に剣と盾を持っている。TVシリーズでは48話でハルカが搭乗。シュンスケの乗るフェアレディZと激しくぶつかり合う。
スカイラインGT-R（BNR34）
第3弾より、GT-R ピュアエディション、ブラックエディション、スカイラインGT-Rの3つで編成することで、巨大ジャイロゼッター「GT-RRR（トリプルアール）」へ超速合体する。
CIMA HYBRID（HGY51）
双剣を持つ太陽神のようなジャイロゼッター。TVシリーズ36、38、39話でトーマが搭乗。マシン人気投票ランキングでは2位にランクインした。
技：プロミネンスリフレクション
CIMA HYBRID VIP（HGY51）
上記のシーマの色違い。ベースグレードとはバーストアタックが異なる。
フェアレディZ（Z34）
細剣を構える甲冑騎士風のジャイロゼッターで、背面は燕のように見える。第5弾より一定確率でシュンスケがライバルチャレンジにて搭乗。TVシリーズでは37話で元々シュンスケの愛車だったものをジャイロゼッターへ改修したが終盤ではデスゼノンの攻撃で大破したが、最終話で修復された。
武器：ジャスティスソード
技：ファントムレイン
ジューク（F15）
ネコ型のジャイロゼッター。ボールを蹴飛ばす技を持つ。
エクストレイル（T31）
『アルバロスの翼』に登場。特定のQRコードで入手できる。スケートボードを乗りこなす。

#### マツダ（MAZDA）
RX-8 タイプG（ABA-SE3P・後期）
ネコ科動物をモチーフとしたジャイロゼッター。しなやかな攻撃を得意とする。TVシリーズ20話ではエージェントが搭乗。
RX-8 タイプE（LA-SE3P・後期）
TVシリーズ20話ではエージェントが登場。
ロードスター RS（NCEC）
ボクサータイプのジャイロゼッター。TVシリーズでは第5話でエクシーガと共に遠隔操作によりカケルたちの対戦相手になるほか、26話までサキの愛車として登場。
ビアンテ 20CS（CCEA）
亀の形をしたジャイロゼッター。TVシリーズでは第5話でレガシィと共にゼノンの魔の手からアルカディアを防衛した。
RX-7 タイプR バーサストR（FD3S・VI型）
第1弾より、RX-8タイプGおよびタイプE、RX-7と同一チームを編成することで巨大ジャイロゼッター「RX-Ω」に超速合体。『アルバロス』ではシーレアが搭乗。
アクセラ セダン 20E（BLEFP）
海洋生物デザインの半人型ジャイロゼッター。腕に巨大なハサミ、下半身に巨大な尾と脚の代わりに浮遊移動のためのノズルを持つ。
アクセラ スポーツ 1.5Sスタイル（BL5FW）
上記のアクセラのハッチバックモデル。腕に巨大なハサミ、下半身に巨大な尾と脚を持つ。
デミオ 13-SKYACTIV（DE）
巨大ハーケンで武装している全体的に丸みを帯びたジャイロゼッター。バーストアタックは他のジャイロゼッターの持つ武器をランダムで取り出したり、直接蹴り飛ばす「ミラクルカプセル」。TVシリーズ23話ではイレイザー軍団が使用。
デミオ 13C（DE・後期）
上記のデミオの色違い。13-SKYACTIVとはバーストアタックが異なる。
サバンナRX-7 GTリミテッド（FC3S・後期）
『アルバロスの翼』に登場。特定のQRコードで入手できる。

#### 三菱自動車（MITSUBISHI）
ランサーエボリューションX GSR（CZ4A）
巨大な槍を有するジャイロゼッター。両肩に恐竜型火炎放射器を装備する。TVシリーズ5話で遠隔操作によりカケルたちの対戦相手になる。
ランサーエボリューションX GSR ハイパフォーマンスパッケージ（CZ4A）
上記のランエボXの色違い。GSRとはバーストアタックが異なる。
ランサーエボリューションIV GSR（CN9A）
第2弾より、ランサーエボリューションX GSRおよびランエボXハイパフォーマンスパッケージ、ランエボIV GSRと同一チームを編成することで巨大ジャイロゼッター「ランサーエボリューションZero」に超速合体。
パジェロ VR-I（V83）
馬をモチーフにしたジャイロゼッター。TVシリーズ21話ではマカベとその部下が搭乗し、レーサーに参加しているカケルの妨害に使用。『アルバロス』」ではニックが搭乗。
パジェロ VR-II（V88）
上記のパジェロの色違い。『アルバロス』ではハックが搭乗。
i ビバーチェ（HA1）
くノ一をイメージしたジャイロゼッター。双剣の短刀を武器にする。
i T（HA1）
上記のiの色違い。ビバーチェとはバーストアタックが異なる。
eKワゴン MX（H81W）
カピバラに変形するジャイロゼッター。温泉から仲間を呼び出し熱水を高圧放射する技を持つ。TVシリーズではハルカが操縦する。TVシリーズ36話では、カケルたちアルカディアチームのジャイロゼッターと一緒に踊りに参加している。
技：裸の付き合い
アウトランダー
トリケラトプスをイメージしたジャイロゼッター。『アルバロス』より登場。
FTO
イトマキエイを背部に装備するジャイロゼッター。
ランサーエボリューションV
『アルバロス』で先行登場し、後にアーケード版に追加されたが、前者と後者では 装備している槍が異なる。『アルバロス』では、エボXなどと似たものを装備する。アーケード版では、より大型の槍を装備している。

#### 光岡自動車（MITSUOKA）
オロチ
腹部や肩部がコブラに酷似するヘビ型ジャイロゼッター。腕の力を抜いたような状態でムチ感覚で左右の腕で1回ずつ相手を叩くことができたり、ヘビの牙のような形をした4本の爪を持つ両腕から相手を突き刺し毒を注入するというまさに毒蛇をイメージさせる技を使ってくる。TVシリーズでは9話からトーマが乗り込み、49話ではビュートとガリューと超速合体し「ヤツメノオロチ」となり、ゼノン本部へ潜入してきたりんねたちを苦しめるが、ゼタレイトの爆発により大破。最終話エンディングラストシーンでは、カケルたちとジャイロゼッターと共にトーマ専用機として登場している。
武器：大蛇の鞭
技：毒蛇の牙
ビュート（K12）
バニーガールをイメージした女性型ジャイロゼッター。腰部が丸みを帯びているのが特徴。マイクスタンド型のバトンを武器として使用。TVシリーズ9話で一般に公開され、34話ではピンクの色違いが登場。光が搭乗。その後は、アルカディアGPでプリティデビルのピンチヒッターとして参戦。39話では、40年後の時代のハルカが搭乗し、ライバードに乗るカケルを庇う。50話では、光の機体にハルカが乗り込み、シュンスケのフェアレディZまたはGT-Rと共に戦う。
技：エビルバニー、バニービュート
ガリュー(L32)
ギャングをイメージしたジャイロゼッター。左手に機関銃を持ち、右手にはドリルを装着。頭部の口には葉巻らしきものを銜えている。TVシリーズ47話ではトーマが搭乗したが、ライバードSEとドルフィーネTAのWバーストに敗れる。
技：仁義無き機関銃、仁義無きドリル
ヌエラ
一角獣をイメージしたジャイロゼッター。『アルバロス』より登場。
なお、アーケード版ではガリュー、ビュート、オロチの三体で編成すると、ヤツメノオロチに合体する。

#### 富士重工業（SUBARU）
レガシィ ツーリングワゴン 2.5i アイサイト（BR9）
鎧武者をモチーフにしたジャイロゼッター。長槍を使用した高速連続突きを得意とする。TVシリーズでは6話で登場し、ビアンテと共にゼノンの魔の手からアルカディアを防衛した。
レガシィ アウトバック 2.5i アイサイト（BR9）
上記のツーリングワゴンの色違い。本来は違うはずの胸部分（マスク部分）もツーリングワゴンと同じものになっている。
エクシーガ 2.0i（YA4）
忍者の容姿をしたジャイロゼッター。雷をまとった技を得意とする。TVシリーズ5話で遠隔操作によりカケルたちの対戦相手になる。
エクシーガ 2.0i-S（YA4）
上記のエクシーガの色違い。2.0iとはバーストアタックが異なる。
アルシオーネ 1.8 VRターボ 4WD（AX7）
妖狐をモチーフとしたジャイロゼッター。三味線状の武器を持つ。
TVシリーズではアルカディアGPで博多ドンタックスの一員として一瞬だけ登場。第49話ではイビルウイルスに感染し、暴走ゼッターとして登場している。
インプレッサ 1.5i-S（GHJ）
拳銃を装備したガンマンスタイルのジャイロゼッター。兆弾を駆使した射撃など技巧的な攻撃を持つ。TVシリーズ16話では無人でアルカディアTVのスタッフに襲いかかる。
インプレッサ 2.0i-S（GHJ）
上記のインプレッサの色違い。1.5i-Sとはバーストアタックが異なる。
インプレッサ WRX TypeR STi VersionVI（GC8）
第4弾より、インプレッサ 1.5i-Sおよびインプレッサ 2.0i-S、インプレッサ WRXと同一チームを編成することで巨大ジャイロゼッター「GRXインプレッサ」に合体可能。TVシリーズ38話ではエネルクス社員2人が搭乗。マシン人気投票ランキングでは3位にランクインした。
インプレッサ WRX STi 2003 V-Limited（GDB）
『アルバロスの翼』に登場。特定のQRコードで入手できる。
SUBARU BRZ R（ZC6）
サソリをイメージしたジャイロゼッター。両肩にはサソリの鋏、頭部にはサソリの尻尾が装備されている。ほぼ同じ車種であるトヨタ・86と差別化が図られている。TVシリーズ26話、34話ではハルカが搭乗。後者では病弱のシュンスケを病院に運ぼうとあっちこっち走り回る。
技：スコーピオン・デスロック
フォレスター 2.0X（SHJ）
木こりをモチーフにしたジャイロゼッター。持っているチェーンソーを武器とする。アーケード版では新1弾より登場し、アルバロスの翼で先行登場した。TVシリーズでは、41話でマカベと部下2人が搭乗し、沙斗理の祖父の家を襲撃する。
フォレスター 2.0XS（SHJ）
上記のフォレスターの色違い。2.0Xとはバーストアタックが異なる。
トレジア 1.5i タイプユーロ
背中に宝箱を背負ったトレジャーハンター風ジャイロゼッター。ダイナマイトを着火させ爆発させる技もある。『アルバロス』から登場。
スバル・360
テントウムシをモチーフにしたジャイロゼッター。

#### スズキ自動車（SUZUKI）
アルト（HA25S）
猫をモチーフとされた女性型ジャイロゼッター。アルバロスの翼に先行登場。猫の肉球のバトンを使用する。アルカディアGPではムーブと共にプラゼッターを担当する。
ワゴンR（MH23S）
マジシャン型ジャイロゼッター。アルバロスの翼に登場。
スイフトスポーツ（ZC32S）
小柄な少年型ジャイロゼッター。アルバロスの翼で先行登場し、アーケードでは新2弾より登場した。

#### ダイハツ工業（DAIHATSU）
ハイゼットトラック（S201P）
土木作業員型ジャイロゼッター。アルバロスの翼に登場。
タント（L375S）
調理師型ジャイロゼッター。アーケードでは新2弾より、『アルバロス』で先行登場した。
ムーブ（LA100）
ダンサーミュージシャンをイメージした女性型ジャイロゼッター。アーケードでは第2弾より、『アルバロス』で先行登場した。エレキギターを持つ。TVシリーズではアルカディアGPでプラガールならぬプラゼッターで複数登場。

## スタッフ
- プロデューサー - 市村龍太郎
- キャラクターデザイン - カイエダヒロシ
- メインメカデザイナー - 石垣純哉
- メカデザイナー ※五十音順
  - 池田幸雄 / 今石進 / 海老川兼武 / 大張正己 / 界グラフィックス / 片貝文洋 / 河森正治 / 常木志信 / ヒラタリョウ / ブリュネ・スタニスラス / 森木靖泰 / 矢薙じょう / ロマン・トマ / 鷲尾直広
- 音楽 - 佐藤直紀
- 企画・プログラム - ロケットスタジオ
- グラフィック・カードデザイン - 界グラフィックス
- 制作 - 株式会社スクウェア・エニックス
- 取扱会社 - 株式会社タイトー

## テレビアニメ
2012年10月2日から2013年9月24日までテレビ東京系列の火曜日夕方18:00枠（アニメ530）にて放送された。テレビ東京系列で同時間帯にスクウェア・エニックスが原作および筆頭スポンサーのアニメが放送されるのは『PAPUWA』以来約8年半ぶりとなった。アニメを制作するA-1 Picturesにとっては、本作が創立以来初の本格的なロボットアニメとなる。キャッチコピーは「選ばれし少年（ドライバー）たちよ、超速変形せよ!」。

### あらすじ
21世紀、日本では自動車産業に革命が起き、人工知能で誰もが安全に運転できる車・エーアイカーが開発された。そして2012年、エーアイカーのみが走るモーターモデル都市・横浜新都心では、子供たちがエーアイカーの運転技術を学べる特別な学校・アルカディア学園が存在していた。
アルカディア学園に通う小学5年生・轟駆流（とどろき カケル）は、無鉄砲だが天才的なドライブテクニックを持つ少年。ある日学園長から呼び出しを受けた彼は、1台の赤いスポーツカー・ライバードと出会う。実はアルカディアは碑文「ロゼッタグラフィー」の警告にある敵に対抗するため、秘密裏に活動する防衛機関だった。カケルは学園長から、ライバードがロボットに「超速変形」する能力を持った特殊なエーアイカー・「ジャイロゼッター」であること、そして自分がその選ばれたドライバーであることを告げられる。
直後、何者かが操る謎のジャイロゼッターによって学園が襲撃され、カケルの幼なじみ・りんねの身にも危険が迫る。アルカディアメンバーたちの静止を振り切りライバードに乗り込んだカケルは、初操縦ながらも持ち前の情熱とテクニックで「超速変形」の力を使いこなし勝利。しかし、その姿をある場所から見つめる者たちがいた。
ロゼッタグラフィーが告げる「敵」、ジャイロゼッターが持つ「超速変形」の力の秘密など、様々な謎が交錯する中、カケルのゼツボー的にカッコイイ戦いの日々が幕を開けた。

### 登場人物
アーケード、コミカライズ共々、略同一設定。人物名に関しては、ほとんどの人物に漢字表記が存在するものの、苗字のみ漢字、名前はカタカナで表記されることが多い。
※本項では“アルカディア”は“防衛機関アルカディア”、アルカディア学園はそのまま表記、または“学園”と略する。

#### 選ばれしドライバー
轟 駆流（とどろき カケル）
声 - 井上麻里奈
本作の主人公。アルカディア学園初等部5年生、5月29日生まれ、11歳（関連書籍によっては10歳）。一人称は「俺」。好きなものはエーアイカーとプロレス、苦手なものは注射と歯医者。父親の健三はTVプロデューサー。5年前にアルカディアに転校してきた。
常に明るく情熱的で、正義感が強く仲間想いな性格だが、向こう見ずで調子に乗りやすい面もある。エーアイカーが大好きで運転の腕もかなりのものであり、教習車で凄まじいドライブテクニックを披露するが、その過剰な運転さばきや無鉄砲で目立ちたがりな言動から、りんねや累には叱られることが多い。
「ゼツボー（絶望）的」が口癖であるが、「ゼツボー的にカッケー（絶望的に格好良い）」というように肯定（強調）的な意味で使用しており、りんねに言葉の誤用を何度も指摘されている。母親である奈々子からは「出会った人には笑顔でペコリ、迷惑かけない」というモットーを教え込まれている。
頭から三方向に飛び跳ねたアホ毛は、普段は稲妻の形をしているが、当人の気持ちに合わせ萎れたり「?」の形に変形する。ロゼッタグラフィーの予言に記されていたことでジャイロゼッター「ライバード」のドライバーとなり、学園長とクロードから託される。
軍司 壮太（ぐんじ ソウタ） / イレイザー01
声 - 田村睦心
5月21日生まれ。血液型A型。ロゼッタグラフィーによって記されていた6人目にして幻の“選ばれしドライバー”。一人称は「僕」。久石総司令の実子だが、両親の離婚に伴い現在は母方の姓を名乗っている。カケルとりんねとは幼馴染。礼儀正しいが素直過ぎる面を合わせ持ち、感受性が強く涙脆い。
身体が弱く入院生活をしており、外国で療養中に半ば騙される形でイレイザーシステムの被献体として行方不明になり、ゼノンのドライバー「イレイザー01」として記憶が改竄され、好戦的かつ粗野な人格を植えつけられた（コミカライズ版ではエネルクスの病院の医師に扮した河野サキに唆されたことになっている）。以来、幾度となくカケルたちと戦いを繰り広げるが、死闘の末にシステムから解放され元の人格と記憶を取り戻し、アルカディアに合流する。復帰後は当時の記憶がフラッシュバックを起こす危険性を孕んでいたが克服。イレイザー666からは01当時と比べ弱くなったと酷評されたが、これは本気を出していないものである。
日常ではカケルと比べれば大人しく一歩引いたような印象が強く、洗脳されていた頃の粗暴な面影はほとんどないが、ニャンダ温泉ではそれを思い出させるテンションで「ゴミが！ ゴミが！ ゴミがーっ！」と叫びながら射的に熱中するなど、勝負事に熱くなりやすく、長期入院から常識に疎い。義兄にあたるシュンスケとの仲は良好なようで、数ヶ月かけて彼を「兄さん」と呼ぶようになっている。ロゼッタグラフィーの映像データから40年後の自分が映し出されるが、姿と声は父親似で未来のアルカディアの総司令官となっている。
稲葉 りんね（いなば りんね）
声 - 井口裕香
本作のヒロイン。中等部1年生。5月1日生まれの12歳（関連書籍によっては11歳）。一人称は「あたし」。カケルの幼なじみで彼より1歳年上。彼より後にアルカディアに転校し、友達がいなかった頃にカケルと出会った。フィギュアスケートを習っており、ツッコミを入れる際のセリフは「いい加減に（または、その状況に合ったセリフを代わりに置いて）イナバウアー」。ロゼッタグラフィーに記された2人目の“選ばれしドライバー”。年の離れた兄の拓海もアルカディアのメンバーであり、両親もまたアルカディアのメンバーではあるが、現在はアメリカに行っている。
面倒見が良くしっかり者で、無茶をするカケルを毎回叱っては暴走を押しとどめる役割を担っており、彼からは「母ちゃんみたい」と言われている。しかし一方で、幼い頃同級生に将来の夢を笑われたトラウマから自分に自信が持ちきれない面があり、アルカディアに迎えられた際も当初は拒絶していた。しかしタクミ（漫画版では累）の励ましによって自分の可能性を見つめ直し、ゼノンの集団戦法により窮地に陥ったカケルを守るため戦うことを決意。ジャイロゼッター化したプリウスα（次にムーブカスタムRS）のドライバーとなり、カケルとの連携プレーで撃退。後にサプライズとしてドルフィーネが与えられ兼任することになる。
速水 俊介（はやみ シュンスケ）
声 - 松岡禎丞
中等部2年生、9月26日生まれ、14歳。ロゼッタグラフィーに記された3人目の“ 選ばれしドライバー”。一人称は「俺」。天才的なドライビングスキルを持ち、アルカディアのオリジナルジャイロゼッターであるライバードを普通のエーアイカーで圧倒できる実力者。普段は冷静沈着で無口だが、クールな二枚目で、非常に負けず嫌いな性格でもある。口癖は「誰であろうと俺の前を走ることは許されない!」。両親は幼い頃に他界しており、久石の下で育った。奈々子の知人でもある。
国内外の様々なレースで優勝経験を持つが、己の技術を持て余すあまり勝負への情熱を失いかけていた。ジャイロゼッタードライバーとなったのを機にアルカディアからの要請で日本に戻り、クロード博士からGT-Rを託されるが、元々の愛車「フェアレディZ（Z34型）」への愛着が強いことや、カーレース以外の戦いに対し興味を持てなかったことから抵抗を示していた。しかしその後カケルとのカーレース対決を通して勝負への情熱を取り戻し始め、またGT-Rと並々ならぬ強い共鳴を感じたことでドライバーとなることを決意。直後襲来したゴブリをジャイロゼッター化して退けた。
カケルとも互いの実力を認め合うが、年上であるにもかかわらず呼び捨てにされることには辟易している。久石の実子であるソウタとは合流後目立った交流はまだ見られないがちゃんと家族と認識しているようで、34話にて両親の墓参りに行った際には「弟ができた」と彼のことを報告している。熱を出して倒れたところをハルカに看病されてから彼女に好意を持つようになり、48話で想いを告げた。後に「Z」がカラーリングを変更、ジャイロゼッター化して帰ってきてからは愛機としている。
羽根 充紀（はね ミチノリ）
声 - 陶山章央
中等部1年生、7月31日生まれ、13歳。カケルやりんねの友人で通称「ミッチー」。関西弁口調で、一人称は「ボク」。家族は髪型が似ている父親、母親、弟2人と妹で、最終話で判明。明るく陽気で、かなりの食いしん坊でもあり、カレーライスが大好き。コーラを常に常備しスナック菓子を食べている。夢はお笑い芸人になること。
能天気でのんびりした言動が多いが、カケルにアドバイスを送って彼のピンチを救うなど頼りがいのある面もある。いわゆる気は優しくて力持ちタイプ。カケルと一緒になって悪乗りをすることが多い。
当初、ロゼッタグラフィーに記された3人目のドライバーかと思われたが、解読の結果人違いであることが判明し非常に肩を落としていた。しかし、奈々子の「それぞれができることで助けていく」という言葉に自分の役割を見つける。その後、実は新たにロゼッタグラフィーに記された4人目の“選ばれしドライバー”であることが発覚。富士山麓での合宿中を狙ったゼノンの奇襲により、危機に陥ったアルカディアを守るため、りんねと共に学園へ戻る。前線へ出たカケルやりんねたちが苦戦する中、自分だけが何もできないことに焦りと苛立ちを感じていたとき、待機中だったコングローダーが突如共鳴しドライバーとなる。そのままりんねの許へ駆けつけ、奇襲をかけたトーマを退けた。
美輪 沙斗理（みわ サトリ）
声 - 清都ありさ
アルカディア学園へ京都から編入してきた高等部一年、1月16日生まれ、16歳。ロゼッタグラフィーによって新たに記された5人目の“選ばれしドライバー”。一人称は「私」。家族は父と祖父のカクセイ（声 - 麦人）。弓道の心得があり、大和撫子といった雰囲気の眼鏡少女である。
おっとりした性格で、極端な方向音痴でもあり、初めてアルカディアに来る際は横浜新都心を丸一日彷徨っていた。そのことがハルカにアルカディアに侵入する隙を与えるが、結果的に自力で学園に辿り着き、アヌビアのドライバーとなった。また重度の占いマニアで風水や夢占いなどで行動を決める。さらにショッピングモールの占い横丁で「新都心の母」なる催眠術を使った占い家業まで開業している。
「ドジっ娘メガネっ娘」という認識を周囲から持たれているという自覚があり、直そうと累を目標に頑張るものの、その累から説得され、自分らしさを大切にするように思い直した。FB発現後、キーホルダーのジコランが話しかけてくるという形で未来予知ができるようになる。

#### アルカディア
中枢指令部・上層部
久石 豊（ひさいし ユタカ）
声 - 三宅健太
表向きはアルカディア学園の学園長。真の役職は防衛機関アルカディアの総司令。46歳。シュンスケの育ての親でもある。クロードと共にジャイロゼッターを開発し、カケルたち“選ばれしドライバー”を指揮してゼノンと戦う。命令無視には漢字の書取りノート三冊分の書き込みを要求するなど変わった処罰をする。息子のソウタに対しては、その立場から海外の病院に渡ったときも帰国後に行方不明になったときもそばにいてやれなかったことに負い目を感じていたが、再会の際は抱擁し喜び合った。
クロード 真島（クロード マジマ）
声 - 中田譲治
アルカディア学園非常勤科学講師であるエネルギー工学博士。50歳。一人称は「私」。ゲームでは案内役を務める。本来は“真島時空研究所”の責任者であり、“ロゼッタグラフィー”の碑文を防衛機関アルカディアと共に解析、ジャイロゼッターを制作した。真島平八郎の孫。結構ノリが良く、若い頃はアフロヘアをしており、またアイドルが学園へ来たときも一目散に向かうことからミーハーな面を持っている。お笑いにはうるさく、最終話エピローグでは「クロード博士の！学べるお笑い研究所」という番組で熱弁を奮っていた。無類の猫好き。
河野 サキ

中枢指令部・オペレーターズ
赤名 累（あかな ルイ）
声 - 田中理恵
アルカディア学園教師でカケルの担任。26歳。防衛機関アルカディアではチーフオペレーター担当で、ジャイロゼッター（無人）のオートドライブモードによる自動操縦もこなす。元レースクイーンかつA級ライセンスを持つプロレーサーの過去を持つ。愛車は赤のセリカ。
松堂 言葉（しょうどう コトハ）
声 - 山口理恵
アルカディアのベテランオペレーター。29歳。結華と光の先輩。眼鏡をかけ、左目を前髪で隠している。面倒見がいい姉御肌な性格だが、歳を気にしているため年齢の話を出されると怒り出す。格好良い男性に弱くシュンスケに好意をもっていたが、ハルカと結ばれたため身を引く。
水城 結華（みずき ユイカ）
声 - 仲埜希
ジャイロゼッターの機体管理オペレーターを担当。24歳。言葉の後輩で、光の先輩。誰にでも丁寧に受け答えをする優しい女性だが、あまり冗談が通じない一面がある。医療の心得がある。歳のことで言葉が怒り出したときは、彼女が仲裁役になる。メカニックの烈火とは恋人同士。
月里 光（つきさと キラリ）
声 - 上坂すみれ
アルカディアのオペレーターで、言葉と光の後輩。資料担当。19歳。ツインテールの髪型にピンクのリボンをつけた幼い容姿が特徴。彼女もまた、シュンスケに片思いをしていたが、ハルカと結ばれたため泣きながら諦めることになったが終盤ではハルカがジャイロアークに乗り込む際に愛車のビュートを渡す。ビュートを愛車にしており、アルカディアGPでは横浜プリティデビルの助っ人として参戦した。
七津 星（ななつ セイ）
声 - 潘めぐみ
アルカディアの新人オペレーター、21歳。ハッキング解除などプログラムが得意。ボーイッシュな性格。オープニングより登場しているが、本編では他のメンバーよりも遅く登場。着任直後に巻き込まれたエーアイカー失踪事件にて、サトリと協力する。オレンジのマーチ（K13型）に乗車する。カケルたちが未来から帰還した後は学園の秘書に昇格、オペレーターも継続している。
中枢指令部・メカニック班
宇田川 大地（うたがわ ダイチ）
声 - 坂口候一
アルカディアのメンバーで、メカニックの班長、39歳。気さくな性格の中年男性。試運転もしていないライバードに乗り込んだカケルを止めようとするもタクミに阻止されるが、カケルの活躍を見て彼の実力を認めた。50話ではジャイロアーク3号機を操縦する。
稲葉 拓海（いなば タクミ）
声 - 中島ヨシキ
りんねの実兄、9月生まれ、21歳。アルカディアのメンバーで、整備担当兼ジャイロアークパイロット。カケルからは「タク兄」と呼ばれる。晶の先輩。妹思いの心優しい青年。カケルを信頼しており、りんねを助けるためカケルがライバードに乗り込んだ際は、自らゲートを開け彼を襲撃された学園へ送り出す。また、りんねがジャイロゼッタードライバーとなった際には、不安とプレッシャーに悩む彼女を力強く励ました。
桐生 息吹（きりゅう イブキ）
声 - 山口和也
アルカディアのメンバーで、整備士の一人。烈火と共にオープニングでいち早く登場しており、本編では4話から登場。小柄で童顔だが、なぜかモテない。銀のエルグランドを持つ。
矢野 烈火（やの レッカ）
声 - 滑川洋平
アルカディアのメンバーで、整備士の一人。赤いロードスターを駆り、アルカディアGPではクージャに搭乗する。唯一整備班メンバーでSPカードになっていない。
向井 晶（むかい アキラ）
声 - 持月玲依
アルカディアのメンバーで、メカニック担当の新人女性整備士。拓海の後輩。5話より登場、オープニングでは15話から追加。32話ではジャイロアーク2号機のパイロットになり、43話のアルカディアGPでは、フーガに乗って参加している。

#### ゼノン / エネルクス社
ゴート
声 - 黒田崇矢
ゼノンを統括する謎の男。42歳。常に黒マントのような衣装を身に纏い、司令塔としてゼノンメンバーを派遣しアルカディアを襲撃し、カケルを心から憎んでいる。
有能な科学者でもあり、ゼノンオリジナルジャイロゼッターの開発指揮を行い、イレイザー01の誕生およびソウルイレイザーの開発にも関わった。一方でゴブリが隠し撮りしたアルカディアオペレータのレースクィーン姿の映像をまじまじと見続けたり、ハルカがクロード博士から盗み出したUSBメモリの中に収められていた子猫が戯れる動画に素っ頓狂な声を上げるなど、悪の科学者らしからぬ一面を見せることも。
27話冒頭で未来と思われる時代で無数のエネガードをジャイロゼッター『アルバロス』が破壊することについて事情を知り獲ている。また、ライバードSEについても何らかの関係があり、そのファイナルバーストのことを知っていた描写がある。カケルとりんねが未来から帰還した後、意味深なセリフを言いながら三か月ほど雲隠れをするも、再びトーマたちの前に現れライバードSEを手に入れるように指令をくだす。
40年後の未来にいたゴート博士と同一人物。ハルカの父親で、妻を亡くし世間から疎まれてもなお轟博士と共にライバードとメヴィウスエンジンの開発をしていた。現在からは想像できないが、ジャイロゼッターを愛し娘を愛するお人良しで優しい性格。また、カケルたちが過去から来たということも冗談として聞き流していた。カケルが乗車していたライバードを「（未来において）メヴィウスエンジンが完成したときに製作する予定」であったシャイニングエディションに改修するが、バーストコアシステムがメヴィウスエンジンの鍵であることを知らずそのことから「トドロキ博士がメヴィウスエンジンの一部を故意にブラックボックス化することで技術を隠匿し、自分たちを裏切った」と思い込みと逆恨みの感情を抱き、やがて2人の対立に発展、ゼノン側へと転向しソウルイレイザーで現在の姿になる。
自分がジャイロゼッターの創造主になるべく神話型戦車ゼノクロノスで過去へ跳躍しようとするが、それを止めるために現れた轟博士の乗るライバードを攻撃するが、その間にハルカが割って入りその攻撃を受け、生死不明になったことで未来を書き換えるために単独で過去に跳び、本篇より14年前の1999年の時の鐘流星群の夜、ゼタクリアに覆われたままエネルクス社の採掘場にたどり着き（右目の傷はこのときについた）、そこに居合わせた時宗と幼い頃の時貞に接触、手を組みその採掘場を最初の秘密基地として蘇生技術と、ジャイロゼッターの開発を開始し現在に至る。
タイムマシンを開発して未来からアルバロスを呼び寄せるが、イビルウイルスに感染しており制御不能となって飛び去られるも、ウイルスを手に入れ量産化、それを搭載したジャイロゼッター「デスゼノン」を持って未来を変えようとする。稼働テストのために乗り込んでいたところ、ハルカが未来の娘のメッセージを持参し生きていることを知るが、土壇場でジャドーの裏切りを受け、ソウルイレイザーを強制装着され、デスゼノンのドライバー化する。シュンスケのRRRやフェアレディZを破壊するも、最終的に現代のハルカの必死の呼びかけによりシステムから解放され未来に帰還し、未来のハルカの待つ家へと帰る。
コミカライズではTVシリーズより出番が多く、様々なジャイロゼッターを遠隔操縦しカケルを狙う描写が増えているが、一方で遠隔操作に手間取りトーマに突っ込まれるなど子供じみた会話もする。最終決戦ではジャドーにソウルイレイザーを装着されず、自らの意思でデスゼノンを操りカケルたちと戦うも、ライバードSEの轟雷轟炎鳳翼翔で敗北。りんねが未来から連れてきた本物のハルカの説得とゴート自身が街を破壊したことによるカケルの叱責を受け、今までのことを反省し、娘ハルカと共に未来へと帰っていった。
トーマ時貞 / ゲドー
声 - 立花慎之介
25歳。ゼノンの戦闘ドライバー。色白で眼鏡を掛けている。データ重視の策士で狡猾なゼノンの参謀的存在であると同時に、アルカディア襲撃の指揮を執る実働隊長でもある。
目的のためなら手段を選ばず、カケルたちの留守を狙い学園を襲うなど卑劣な手を使うことも厭わないが、りんねやサトリの正論にすぐに納得したり、眼鏡っ子好き、勘違いしやすいなどのコミカルな面も多い。ハルカとは馬が合わない。中華街のラーメン屋の常連客である。
データ収集のためのデスクワークが多いためか肩の痛みに悩んでおり、9話で衛星通信機能付きの低周波治療器を入手。12話でエネルクス社の会長の孫と判明、公私を分別する様子も見られた。いわゆる“富野節”と呼ばれる富野由悠季の台詞回しを多用する傾向がある。
作中では基本的に「トーマ」とのみ表記・呼称されていたが、39話でフルネームが明らかになり苗字と判明する。ゴートがデスゼノンで飛び去った後、新総帥「ゲドー」と名乗りを上げる。りんねたちが本部を襲撃した際は、自ら出撃し合体ジャイロゼッター「ヤツメノオロチ」でアヌビアNFとコングローダーGXを倒し、かつドルフィーネTAをも追い詰める。しかし、りんねが起死回生にゼタレイト貯蔵施設を破壊し誘爆し始めたためその爆発から彼女を護り、現場にメガネを残し行方不明になるが、最終決戦後に本社へ帰還。時宗からエネルクス社の会長職を引き継ぎ、ゼノンとアルカディアが協力してメヴィウスエンジン共同開発プロジェクトを始めると宣言する。
コミカライズでは番外編以外でコミカルな描写は見られず、仲間という概念を理解せずハルカを巻き込んで攻撃するなど非情な一面が強調されている。
ハルカ
声 - 藤田咲
14歳。ゼノンの戦闘ドライバー。気まぐれな性格だが、ドライバーとしての実力は高い。トーマとは馬が合わず、彼が失敗するたびにからかっては楽しんでいる。「クロ」（声 - 仲埜希 ）という飼い猫がおり、首輪に隠しカメラをつけて諜報活動をさせたこともある。アルカディアを陥れようと企む一方、クロがスパイ任務を終えて帰還した際には猫なで声で褒めちぎったり、サトリに成りすまし学園に潜入した際には、初めての学校生活を無意識に楽しむなど年相応の一面も見せる。
自分を「仲間」として信じてくれたシュンスケたちの想いに若干心が揺らいでおり、特にシュンスケに対しては好意を抱いている様子がうかがえる。その証に、風邪で倒れたシュンスケを休暇中に発見し、彼を車に乗せて病院に運ぼうとしていた。そのせいで、光からは誘拐したと誤解され、激突する羽目になっている。
40年後の未来にいたハルカとは当初同一人物かと思われていたが、その実態は彼女の毛髪から採取された遺伝子を利用した複製体という事実が明らかになる。それらの事実を知っている様子はなかったが、あるときゴートの部屋で、オリジナルと若かりしゴートが写っている写真を見つけ、トーマから真実を聞く。全てを知ったことで半ば自暴自棄になりながら街を彷徨い、そこでシュンスケとソウタが買い物をしているところに遭遇、2人の会話からさらに自身を追い詰める結果となる。そして自身を追いかけてきたシュンスケとジャイロゼッター同士で殴り合いに発展し、穴に落下しそうになったときに彼に助けられ、彼の想いを聞き、思いとどまる。
シュンスケとの1対1の戦いの後、ロゼッタグラフィーの解析した映像から未来のハルカが生きていることを知り、それをゴートに知らせるべくゼノンに戻るが、真実を知ったゴートはジャドーの裏切りを受け、洗脳される。裏切り者としてジャドーの命をうけたマカベに部屋に監禁されるが、クロを通じてハルカを救出しに本部を襲撃した、りんねがゼタレイト貯蔵庫を破壊し、その混乱に乗じてエージェントA・Bたちに助け出されゼノキャリアで脱出。
その後はアルカディアに身を寄せ、ソウルイレイザーで操られているゴートを助けるため、光からミツオカ・ビュートを託され奮戦。正気を取り戻すことに成功する。決戦後は一人の少女としてレーシングスーツではなく普通の私服を着用している。
コミカライズでは最終決戦までシュンスケに反発していたがTVシリーズ同様に戦いのなかで自分を想うシュンスケの心に感化され、ゼノンを脱退しエネルクス社からタイムマシン砲の試作機を取り寄せタイムゲートを開き、りんねに未来のハルカを連れて来させた。最終決戦後はTVシリーズ同様、シュンスケに好意を寄せるようになった。
イレイザー01

トーマ時宗 / ジャドー
声 - 飯塚昭三
39話に登場。エネルクス社会長で、時貞の祖父に当たる老人。ゼタレイト発掘現場で結晶化したゴートと接触し、彼から「まもなく石油資源が枯渇し、ゼタレイトがエネルギーとして使われるようになる」と告げられる。
現代のゼノンのスポンサーであり、設立後はジャドーと改名し組織を全面的にバックアップする。孫の時貞と同じく相当なラーメン通で、1999年の時の鐘流星群の夜（ゴートとの接触直前）に幼かった彼を屋台のラーメン屋に連れて行ってラーメンの素晴らしさを教えた。
その後ゴートを裏切り組織を乗っ取ることに成功するも、最終的に計画の全てがアルカディアに潰された末にエネルクスの実権を時貞に剥奪される。それ以降は隠居生活しているようであるが、ニャンダ温泉宿で猫に笑顔を向けたりとそれなりに幸せそうな様子だった。
コミカライズでは最終決戦のみの登場で、エネルクス本社でゴートにソウルイレイザーを着けられていたが、トーマに外され正気を取り戻した。
マカベ
声 - 藤真秀
12話から登場。エネルクス社の幹部。ゼノンの最新型ジャイロゼッターの製造技術に関わっており製造したものはトーマに授けられる。言葉遣いは丁寧で、トーマを「トーマ坊ちゃま」、トーマの祖父である時宗を「おじい様」と呼ぶ。21話にはパジェロ VR-IIに搭乗している。
エージェントA、B
声 - 坂口候一（A）、三宅健太（B）
TVシリーズオリジナルキャラクター。トーマやハルカの指示で動く男2人組。名前、国籍共に不明で、英単語交じりの日本語を喋る。7話で初登場し、サトリがアルカディア学園にたどり着けないように妨害した。15話ではハルカのためにイルカを探していた。お笑いを目指したこともあったもののあっさり敗退している。20話より赤と青のRX-8に搭乗。2人ともハルカを慕っていたようで、本部が壊滅しかけた際に監禁された彼女を助け出し、脱出している。最終話のエピローグでは再び芸人を目指しており、漫才コンビとして再挑戦していた。
イレイザー軍団（イレイザーα、イレイザーβ、イレイザーγ）
声 - 中島ヨシキ（α）、滑川洋平（β）、山口和也（γ）
23話より登場。イレイザー01のデータを元にソウルイレイザーシステムで新たに調整された3人で、αが2人の兄貴分にあたる。脳波干渉の影響で周りの機器のシステムがダウンするトラブルが発生している。全員不良のような出で立ちとヤンキー口調が特徴で、上司であるトーマの命令を無視して独断専行も行うが01とは違い、仲間同士の結束が厚くどこか熱血でコミカルな面を持つ。37話以降は出番がなかったが、49話でゼノン本拠地から脱出し、組織崩壊後はイレイザーシステムから解放されたようであり、3人揃ってコンビニの前にたむろする不良に戻っていた。コミカライズには登場しない。

##### イレイザー四天王
第27話の最後で結成された。
イレイザー・エース / 鬼沢 ジン（おにさわ ジン）
声 - 杉田智和
イレイザー四天王の一人。自称「エースのジン」。イメージカラーは赤。ケルベイザー→ケルベイザーGTに搭乗。水色の髪を逆立てた青年で、組織を抜けたソウタを「裏切り者」として激しく敵視する。口癖は「限界突破」で、せっかちな性格であり我慢弱い、ただ操縦能力は高く、カケル以外の選ばれしドライバーを一撃で倒す実力を持ち、ライバードSEのファイナルバーストも直撃を避けることもできる。元々は名うてのスタントマンであったが、命懸けで活動する自身が影の存在であり続けることに不満を感じていた所をマカベにスカウトされた経歴を持つ。そのため、他のメンバーと比べると四天王での経緯は短い。アルカディアGPではサクラコ、サキと共にイレイザースターズを結成し、目立たないように準決勝まで駒を進め、カケル、シュンスケ、ソウタと戦う。最終決戦時にライバードSEのファイナルバーストの攻撃を受けソウルイレイザーが破壊されたことにより、解放される。最終話エピローグにてイレイザー666と共に映画撮影をしていた。コミカライズには登場しない。
イレイザー・クイーン / 河野 サキ（こうの サキ）
声 - 諏訪彩花
イレイザー四天王の紅一点。アルカディアで久石の秘書を務めていた女性で32歳。スーツ姿に眼鏡、仕事一筋で少し近寄り難い性格。当初マイクマン関を知的水準が低い男だと思っていたが、彼の仕事への情熱さに見直した。マイクマン関とのデートでは眼鏡や髪を下ろし大和撫子的な美女へと変貌を遂げた。久石総指令に密かに思いを寄せていた。実はゼノンのスパイでアルカディアの動きなどをゴートに報告、26話で正体を明かした。その後、自らの意思で記憶を消去しソウルイレイザーを掛け、四天王「イレイザー・クイーン」を名乗り、性格自体も砕けたものになっている。イメージカラーは緑。ヴィッツ→メデュナスに搭乗。最終決戦時にライバードSEのファイナルバーストを受けソウルイレイザーが破壊されたことにより解放され、自分の浅はかさを恥じていた。最終話エピローグにてアルカディアへ復帰、コンビニの前にたむろっていた元イレイザー軍団に出くわしていた。コミカライズではアルカディアよりも先にエネルクスとゼノンと多額の報酬で契約を交わし、エネルクスの病院で壮太を唆して彼をイレイザー01に仕立てあげたことが明かされている。ただしイレイザークイーンにならない。
イレイザー・ジャック / 西園寺 サクラコ（さいおんじ サクラコ）
声 - 安元洋貴
イレイザー四天王の一人。イメージカラーは黄色。ヴェルファイア2.4Z→bB→マッドタウロスに搭乗。大柄で体格の良いオカマで、乙女のような雰囲気を持つ。自分のことをサクラコと呼ばせたがるが、ジャイロゼッターの操縦時は男口調で的確な攻撃を繰り出す。ソウルイレイザーのバイザーは自分の意志で開閉している。最終決戦時にライバードのファイナルバーストの攻撃を受けソウルイレイザーが破壊されたことにより解放される。オカマの振る舞いはソウルイレイザーによって引き出された一面だったらしく、正気に戻ったときには、普通の男性的な口調で喋っていた。コミカライズには登場しない。
イレイザー・キング  / 道場 ヘイスケ（みちば ヘイスケ）
声 - こぐれ修
イレイザー四天王の一人。イメージカラーは青。キメライガー（コミカライズではクージャ）に搭乗。髭を生やし、ちょんまげのように髪を結っている壮年の男性。長い棍棒のような棒を携え飄々とした態度だが実力を見せず、普段はずっと寝ている。軌道衛星の上で待ち伏せをし、メヴィウスオーバードライブで大気圏外に出たライバードHSに槍を投げ致命的なダメージを負わせた。その真意は全く掴めず、単独でカケルと接触して助言し、トーマに捕まった彼を助けようとしたり、未来の出来事を知っているなど、色々と謎が多い。また初めからシステムに乗っ取られてはおらず、その振りをしていたに過ぎなかった。ゴートになんらかの恩義がありそのためゼノンに参加していたが、ジャドーが組織を乗っ取ってから、カケルのことを認めつつ組織を離反、最終決戦では強化されたデスゼノンを引きつける役を買って出た。最終話エピローグにてハコスカに乗り、滝に打たれるライバードを見守っている。『アルバロス』にも同姓同名の人物が登場するが、関連性は不明であるが、便宜上記載する。全国各地にいるバニーガールに話しかけると、スキルを習得できるが、このバニーガールの服装は本人の趣味。ストーリークリア後には、本気モードになった彼とバトルすることができる。
コミカライズでは『アルバロス』の姿で登場しており、弓道選手権大会を前に調子が出ないサトリに稽古をつけ、未来に飛ばされ戸惑うカケルに助言した。ゴートが未来からアルバロスを呼び寄せた際はサトリにロゼッタグラフィーの暗号解除の鍵となるジコランキーホルダーを授け、アルバロスと共に未来へ帰っていった。ゴートいわく「かつてゼノンにも所属し、伝説のドライバーと謳われていた」らしく、サキは未来から来たと推測しているが、詳細は不明。

#### アルカディアTV
轟 健三（とどろき ケンゾウ）
声 - 内田夕夜
カケルの父親。35歳。テレビ局“アルカディアTV”のプロデューサー。息子のノリの良さは彼譲りである。ゼノンの実態を暴こうと奔走する。同僚からは「とどろきP」と呼ばれる。
14年前（1998年）はADをしており、当時天文部の部長だった奈々子と出会う。
マイクマン関（マイクマンセキ）
声 - 関智一
本名不明。25歳。健三が勤務するテレビ局“アルカディアTV”のアナウンサー。ジャイロゼッター同士の戦いを熱く実況するだけでなく、レース中継なども担当する。高校時代は放送部とパソコン部に所属していたことからパソコンからのハッキングが得意。取材中の出会いでサキに恋をするが、暑苦しい性格から振られる。後に配属になった新人のマルティーヌに一目惚れする。プロフィールはマイクマンを演じる関智一と同じになっている（ただし、年齢は異なる）。当初は「マイクマン木戸」になる予定だった。
早乙女 コウジ（さおとめ コウジ）
声 - 坂口候一
健三が勤務するテレビ局“ アルカディアTV ”のディレクター。高校時代は野球部だった。
篠田 マルティーヌ（しのだ マルティーヌ）
声 - 榎あづさ（43話までは片岡あづさ名義）
16話より登場。テレビ局アルカディアで報道部に配属しメインキャスターとなった新人の女子アナ。通称「シノマル」。容姿・声・性格の全ておいて可憐だが、関のアプローチをさりげなく躱すという一面がある。33話では一日署長としてパトパンダーに搭乗している。

#### その他
轟 奈々子（とどろき ナナコ）
声 - 井上麻里奈
カケルの母親。旧姓如月（きさらぎ）、31歳。シュンスケの知人。アルカディア学園の寮母。「ゴクアク的」という言葉を時折言っており、息子の口癖は彼女の影響でもある。久石やクロードとは知り合いで、カケルの運命を肯定的に受け入れ、時にはエプロン姿でアルカディア基地に出入りし息子を見守る。エプロンに書かれている料理名はその日の夕食に合わせて毎日変わる。
14年前は女子校天文部の部長であり、当時ADをしていた健三と出会い、その帰り際、採掘場に落ちたゼタクリアに覆われたゴートを発見する
鈴川 かえで（すずかわ かえで）
声 - 田中理恵
アニメ版オリジナルキャラクター。小学三年生の女の子で、りんねやサトリと仲がいい。エーアイカーのドライビングスキルを上げるため頑張っているが、まだまだビギナーレベルでドライバーズIDも仮免である。しかし、12話で無事取得する。数ヶ月後は、りんねが昔乗っていたプリウスαに乗って授業を受け、アルカディアGPでは横浜プリティデビルのメンバーとして参加。ハイブリッドレーザーキャノンの使い方をこなしていた。
マッチさん
声 - 近藤真彦（特別出演）
9話、21話に登場。シュンスケが憧れのドライバーとして尊敬している有名人である。ドライバーでラリー優勝候補のチームコンドーの監督でもあり、ラリーで優勝を収めた。カケルは当初「で、あのオジサン誰?」と知らなかった。最終話エピローグにてマッハ男爵と共にレーサーに復帰したシュンスケとユズルに出会っている。
市長
声 - 田中完
10話以降登場。横浜新都心市長。アルカディアに協力している。コミカライズでは「小林」という名が明らかになっている。
大柄 リカコ（おおがら リカコ）
声 - 田村睦心
17話に登場。カケルたちのクラスの学級委員長。いつもは大人しくて目立たない女の子だが、天然ボケなところがある。父親は悪役覆面レスラー・デビル3世（さんせい）。怪我をするとすぐ逃げ出す父親に失望していたが、実は密かに特訓していたことを知り見直す。アルカディアGPでは横浜プリティデビルの代表としてBeemanで参加、決勝戦まで駒を進めている。
デビル3世（デビルさんせい）
声 - 中田譲治
悪役覆面レスラー。リカコの父。最初の対戦で山尻と対戦し、とどめの新技を繰り出そうとするが、思わぬアクシデントで自滅し敗北。病院から姿を消して逃げ出したと思われていたが、実は密かに特訓していて、2回目の対決では新技「ハイパースラスト」で山尻を下して勝利。ライバードの技「ハイパースラスト」は元々彼の技。アルカディアGPでは娘を可愛がるほどの馬鹿っぷりが露呈する。40話では山尻とタッグを組んでいた。
山尻 肇（やまじり はじめ）
声 - 藤真秀
17話に登場。カケルと充紀、壮太が憧れるプロレスラー。デビル3世の好敵手。最初の対戦ではデビル3世の思わぬドジで勝利するが、2回目の対決でデビル3世の新技に敗れる。ライバードの必殺技「ライトニングスラッシュ」は元々彼の技で、アルカディアGPでは観客として観戦。カケルとソウタは目を輝かせ、公認技名のお墨付きを貰う。
半田 イチロウ（はんだ イチロウ）
声 - 中村大樹
19話より登場。ジャイロゼッター・パトロールチームの隊長。パトカーからパンダ型ジャイロゼッターに変形するパトパンダーに搭乗。パトロールから選抜された精鋭で、実直な性格で自分たちの役目が市民を守ることだと信念を持っている。40話ではアルバロスを検挙しようとするが敗北。アルカディアGPではチーム名義で参加、ドライビングテクニックを披露し、決勝まで勝ち進む。コミカライズではパトパンダーに乗った状態での登場で、デスゼノンに乗るゴートを止めようとするがデスゼノンの超速変形で吹き飛ばされる。
田中（たなか）、鈴木（すずき）
声 - 滑川洋平、中島ヨシキ
19話に登場。ジャイロゼッター・パトロールチームの一員。ヒッポピーポー、ファイアーファイアーに搭乗。
御堂 スジオ（みどう スジオ）
声 - 野田順子
33話登場。アルカディア学園大阪支部の生徒。ペンリー三世に搭乗。ノリのいい他の大阪人と違って真面目で、たこ焼きや串カツは嫌い。一日学園長に任命された桃尻スピリッツZになりすましたイレイザージャック、エージェントに不信感を抱き、久石に連絡しようとするがジャックに囚われる。しかし後から囚われたサトリに励まされ自分にやれるやり方を見つけ、カケルのライバードSEをジャックから守った。アルカディアGPでは大阪代表として参加するが、一回戦で敗退する。
桃尻スピリッツZ（ももじりスピリッツぜーた）
33話登場。3人組の人気アイドルグループ。略称ももスピ。一日アルカディア学園長としてやってくるが眠らされ、代わりにイレイザー・ジャックが潜入した。46話では一瞬だけ登場。モデルはももいろクローバーZ（ただし5人組アイドル）。
イレイザー666（イレイザートリプルシックス）
声 - 神尾晋一郎
35話登場。5人目のイレイザー四天王を名乗る人物だが、ゼノンの他のメンバーは誰だかわかっておらずIDも存在しない。「ウルサス Di Selection レモンベアメタリックカラー」に搭乗。ソウタに偽動画で罠をかけギルティスに挑む。以前は太ったオタクだったが、イレイザー01の強さに憧れダイエットをし、持ち前の思い込みの激しさでイレイザー軍団のコスプレをしてゼノンに潜り込んだ。戦いのなか、ソウタに諭され新たに7人目の選ばれしドライバー「アルカディア7」を名乗りヒーローになると旅に出る。最終話エピローグにてソウルイレイザーから解放されたジンと共に映画撮影のスタントをしている。
観光協会会長
声 - 西村知道
36話登場。ニャンダ温泉観光協会の会長。ニャンダ温泉を経営危機から救うためにジャイロゼッターを客寄せに呼んだ。
マッハ男爵
37話登場。かつてシュンスケがレーサー時代に一度も勝てなかったレーサー。（シュンスケのこともあり）引退レースに富士サーキットを選ぶ。「俺の前…」のセリフは彼の言葉から取られたものである。引退を宣言したものの、最終話エピローグにてマッチさんと一緒のレースに参加している。
ユズル
声 - 櫻井孝宏
37話登場。渾名は86のユズル。シュンスケのレーサー時代の先輩で、現在はトヨタ・スプリンタートレノ（AE86型）に乗り八六豆腐店で働いている。マッハ男爵との引退レースにシュンスケを出場させるために叱咤する。『アルバロス』では千葉シティーの市長になっている。
最終話エピローグにてレーサーに復帰したのか、マッチさんとマッハ男爵の前にシュンスケと共に姿を見せている。
仁村（にむら）
声 - 中島ヨシキ
46話登場。選ばれしドライバーたちを主人公にしたアクション映画を製作するためにカケルたちを呼んだプロデューサー。カケルが自分のイメージと違う演技をすることに難色を示し、代役と入れ替えようとしたがタランバーグの熱意に押され、思いとどまる。最終話エピローグでもイレイザー666とジンの主演する映画をプロデュースしていた。
タランバーグ
声 - 辻親八
46話登場。映画界で天才、巨匠と呼ばれている超有名監督。テンションが高い。仁村が何と言おうとカケルを主役にする考えは曲げず、何度でも撮り直すと仁村に宣言する。最終話エピローグではイレイザー666とジンの主演する映画を撮影していた。

#### 2053年の人々
久堂 勇輝（くどう ユウキ）
声 - 田村睦心
『アルバロスの翼』の主人公。2053年のアルカディアの「選ばれしドライバー」。青きジャイロゼッター「グレイドラ」の操縦者。カケルと共にヒロトのアルバロスと戦う。
久堂 エリカ
声 - 上坂すみれ
ユウキの双子の妹で、「選ばれしドライバー」の一人。パピリア40の操縦者。
久堂 ダイゴ
声 - 関智一
ユウキとエリカの父親。ライノダイザーの操縦者。
久堂 ナオ
声 - 井上麻里奈
ユウキとエリカの母親。アビリスの操縦者。
ゴート

ハルカ
声 - 藤田咲
ゴートの娘。2013年にてカケルたちと敵対しているハルカのオリジナル。暴走ジャイロゼッターに襲われていた際、りんねに助けられた。大人しい性格だが戦争の引き金になったジャイロゼッターを嫌悪する。39話でビュートに搭乗し、ゴートから未来の轟博士をかばい死亡したかに思われたが、生存しておりロゼッタグラフィーがすべて解析された映像データに父親に対してメッセージを残している。エピローグで、無事帰ってきた父と再会を果たす。
コミカライズではゴートの攻撃で重傷を負った直後、轟博士のお陰で一命をとりとめており、最終決戦時、2013年から再びやって来たりんねに連れられゴートを説得し、ゴートと共に未来へ帰っていった。
ジコラン
声 - 清都ありさ
昔流行ったキャラクターに酷似した謎のロボットで、自立型ではなく何者かによる操縦らしい。過去のサトリに伝えるようにりんねにキーホルダーを渡す。ヒロトの素性を知っている。
轟ヒロト
声 - 杉田智和
アルバロスを操縦するゼノンの戦闘ドライバー。推定年齢10代後半〜20代前半。ゲドーの命によりアルカディアの残党と倒すため、カケルたちと戦うが、カケルが2013年に帰ったことによって勝負はお預けとなる。コミカライズでは大人の事情で漫画版著者の水野輝昭によって出演を見送ったことが語られており、6巻の番外編で水野に不満を漏らした。そこで名前の漢字表記が「大翔」ということが明かされている。
ゲドー
声 - 飯塚昭三
ゼノン総統。ヒロトにアルカディアを襲撃するように命令した。ゼタ・フロンティア計画を進めている。
轟カケル博士
声 - 内田夕也
ゴートと共にメヴィウスエンジンの開発とライバードを設計した科学者。息子がゼノンに囚われ、自身も行方不明になっている。だが、39話でライバードに搭乗しゴートと対峙している。未来のカケル本人。

### 用語

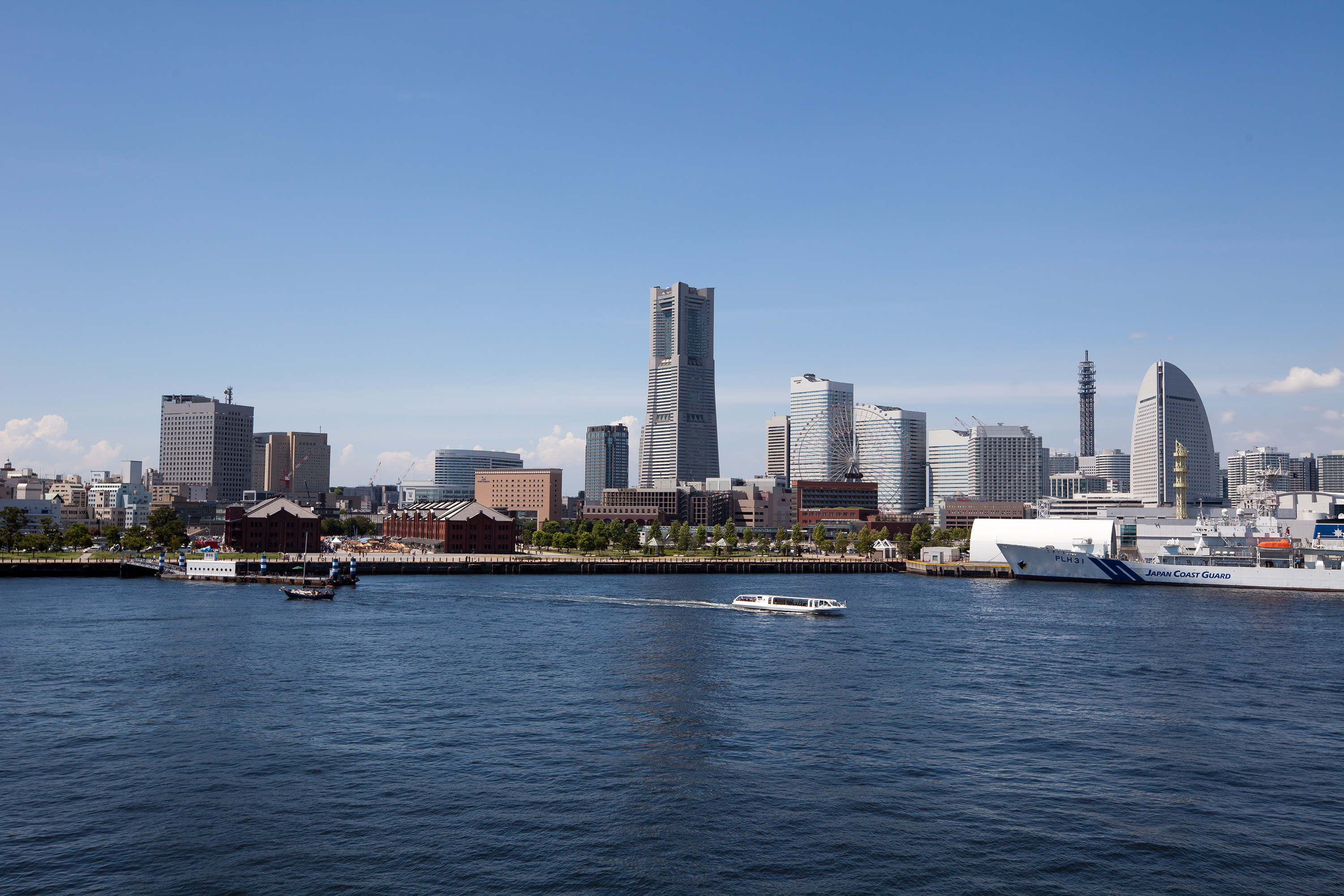
実際の横浜市

横浜新都心
現実の横浜辺りに存在すると思われる近未来都市。エーアイカーの全国導入を視野に入れた実験都市として、アルカディアが2003年に完成させた。全国で唯一エーアイカーのみが走るモーターモデル都市として注目を集めており、ドライバーズIDさえ取得すれば子供から老人まで誰でも運転することができる。
エーアイカー
高い人工知能（AI）を搭載し、誰もが安全に運転できる車として開発された未来自動車。燃料はゼタレイト（後述）を用いる。通常の自動車同様さまざまな車種があり、プリウスαやGT-Rなど実在する自動車のものもある。完璧に見えるが、コンピューターウイルスによる攻撃には弱い。また、海外でも高値の人気で、これにより新たな犯罪の温床になっている。
ドライバーズID
エーアイカーを操縦するための運転免許証。エーアイカーのキーも兼ねており、これを挿入しなければエーアイカーは動かない。年齢による取得制限は存在しないが、仮免制度は存在する。ジャイロアークも同様のカードで起動する。
アルカディア
人類と車の共存を掲げ、エーアイカー開発の先駆者として世界的にその名を知られる巨大企業。横浜新都心を丸ごとそのモデル都市にする政治力も持つ。その実体は碑文ロゼッタグラフィーの予言を機に創設された極秘防衛機関であり、エーアイカー型戦闘ロボット『ジャイロゼッター』の開発も行っている。
アルカディア学園
横浜新都心にある、国内随一の広さを持つ全寮制の私立学園。アルカディアに併設されたエーアイカースペシャリストの養成機関で、使用するエーアイカーの研究、開発、整備をすべて校内施設で行っている。エーアイカーの運転実習がカリキュラムに組み込まれており、屋上に教習コースが設置されている。地下にアルカディアの基地が存在し、校内のセキュリティ管理も行われ、数ヶ月後の大阪や九州にも同じ様式のアルカディア学園大阪校、九州校が存在する。
2053年の未来ではアルカディアがゼノンに「ジャイロゼッター戦争」で敗れ、学園やカケルたちが住んでいる特別寮などが荒廃するが、長島漠の英断によって活動を再開する。
ジャイロゼッター
ロゼッタグラフィーの予言に従って建造された特殊なエーアイカー。コックピットのステアリングを押し上げることで変形が発動し戦う「超速変形」と呼ばれる能力を持つ。車としても在来機よりもハイスペックな性能を誇る。変形後は内部よりせり出したジャイロレバーによりパイロットの意思に基づいて動く。素手での格闘の他それぞれの機体に応じた武器を出すことも可能。「選ばれたドライバー」しか乗ることができない「メヴィウスエンジン」搭載型と、「ゼタレイトエンジン」搭載型の2種類に大別されており、前者はアルカディアにしか存在しない。後者は当初アルカディアの開発に先駆けゼノン側が完成させて運用していたが、物語の途中より横浜新都心市長が立ち上げた「プロジェクトP」を受けアルカディア側も数台制作、パトロールチームによる運用実績が功を奏したのか、学園の生徒や組織のメンバーにも普及している。
ジャイロコマンダー
選ばれしドライバーたちに渡された端末。通信や仮想対戦、武器や技データの検索機能がある。施設へ入るための許可証も兼ねて貴重なもので一人にひとつずつしか支給されない。
メヴィウスエンジン
ロゼッタグラフィーに記された設計図を基にアルカディアが制作したジャイロゼッターに搭載する特殊エンジン。永久機関の一種だが、完全解読には至っておらず、現在は変形と十分な稼働を前提としたβ版を採用、水をエネルギー源とする。ブラックボックス「バーストコアシステム」が組み込まれている関係上、現在は選ばれしドライバーしか搭乗できず、これが限界値を突破したときに現れるジャイロゼッターの真の力「ファイナルバースト」が発動できるが、繰り出された後は反動で動けなくなる。
2053年、ゴート博士の口から「私と轟カケル博士の手により開発していたが未完成」と話しており、ライバードに搭載されているメヴィウスエンジンを見て驚き、またバーストコアシステムの存在について気づいていなかった。
『アルバロス』によると轟博士はエンジンの開発を一度断念しており、バーストコアも当初の設計では存在しなかったパーツだと判明。ドルフィーネの修理を経て後半のあるイベントでバーストコアを搭載しない本来のメヴィウスエンジンの開発と量産に成功している。選ばれしドライバーとして選ばれた6人はエンディングにてロゼッタグラフィーのメッセージを過去に送る際に居合わせた5人とジコランの操縦者で、万が一を考え悪用されない回避プロテクトとしてバーストコアシステムを新たに開発している。
ロゼッタグラフィー
真島時空研究所の中庭にある謎の石版。50年前、クロードの祖父真島平八郎が所長を務めていた頃に中庭の石が半分に割れ、光と共に文章が刻まれ始め現在に至る。その内容文は「未来に未知なる敵が現れ災厄がある」という警告の一節から始まり、ジャイロゼッターとその動力となるメヴィウスエンジンの設計図、選ばれしドライバーの名前、ファイナルバースト、アルバロスのシルエットなどが刻まれていた。解析具合は25話時点で全体の三分の一程度であったが、終盤にて最後のパスワードを入力、全ての解析が完了し、久堂一家が辿った経緯、イビルバスターの設計図、轟博士のメッセージとハルカ（オリジナル）のゴートに対するビデオメッセージも含んでいた。
2053年の荒廃した未来にある廃墟と化した研究所の中庭にある石は割れていないなど謎が多かったが、『アルバロス』エンディングにて過去に飛んだゴートを止めるべく、2053年の未来からアルバロスの力によって過去へ送った警告文であることが判明している。
ゼノン
ゴートが指揮する謎の組織。彼らもまたジャイロゼッターを有しており、アルカディアに度々襲撃を仕掛けている。当初は不明瞭だったが「失われた歴史を取り戻す」「轟駆流を倒す」「ゼタレイトの未来を守る」ことを目的に、ゼタレイトを必要としないメヴィウスエンジンやそれを使用するアルカディアのジャイロゼッターを排除しようとしている。40年後の未来でも存在はしていたが、現代のゼノンは14年前には始動し、5年前には既にソウルイレイザーシステムは完成していた。14年前の時の鐘流星群の日に、タイムスリップしたゴートがエネルクス社の会長である時宗とその孫。時貞に接触したことにより両者が手を組み創設され、科学者陣、整備チーム、孤島に供えられたサーキットや演習場および秘密基地、時貞の幹部登用など非常に密接な関係を持ち、ドラグノスなど巨大ジャイロゼッターの開発や運用、また、実験のために他の犯罪者へ技術、ジャイロゼッターの提供も行っている。
40年後の未来でも存在しているが、指揮はゴートではなくゲドーが首領で、目的自体が最強のジャイロゼッターの創造にあり、実験と称して世界中に紛争を仕向けている。『アルバロス』での未来のゼノンこそが本来の組織であるが、久堂一家の活躍によりゼタ・フロンティア計画もろとも壊滅した。
ジャイロアーク
ジャイロゼッター専用高速輸送機。前線基地としての役目や内部でのメンテナンスも可能。武装はないものの中央部内蔵のメヴィウスノヴァ砲からジャイロゼッターをパワーアップさせる「ハイパーチャージャー」を放つ。24話より同型機ジャイロアーク2号機、50話で3号機が登場する。
全長26.3m、全幅29.4m、全高9.6m、重量42.7t、ペイロード51.8t、最大飛行速度M3。
ゼノキャリア
ゼノンのジャイロゼッター専用高速輸送機。ジャイロアークに似た形状をしているが、アルカディアのレーダーに引っかからず武装もしている。
ゼタレイト
エーアイカーに必要な石油に代わる水色に発光する特殊鉱石燃料。液体に圧縮加工して使用する。原石やペットボトルサイズに濃縮されて純度が高いものは紫がかっており、使い方を間違えれば植物を枯らし、弾道ミサイル並みのエネルギーを発する危険なもので 用途が限定されている。日本では近年山間部や海底付近で発見・産出されるようになったが、せいぜい50年程度の埋蔵量しかない。1999年から2013年までの間に石油資源が枯渇し、ゼタレイトが注目を浴びたことでエネルクス社の急成長に繋がった。
エネルクス社
20世紀末に創設された大企業。
エーアイカーの燃料であるゼタレイトの世界シェアを90%以上独占している業界最大手。ゼノンとは前述の通り密接な関係がある。
ソウルイレイザーシステム
イレイザー01ことソウタを被験者として生み出された記憶改竄装置。深層域の僅かな記憶をも閉ざし、好戦的な人格に変貌させ、制御装置のゴーグルで精神を安定させる。初期段階では「絆」や近親者により肉体を変調させていたが、イレイザー軍団を投入を経て特殊デバイスにより一時的に機械同然に命令実行するものに改変し完成を見る。後にイレイザー四天王も登場するが、彼らのものは形状違いのカスタマイズゴーグルになっており、自由に開閉が可能だが、機械だけに、定期的なメンテナンスが必要。イレイザーキングによると性格の変貌は誰もが持つ願望を増幅させたものであると語り、ジャックのオネエ言葉はそのためであることや、キングは心の隙間を持っておらず最初から従っているフリをしていただけであることが判明している。
『アルバロス』ではジャイロゼッター戦争にて人類側が開発した軍事用の兵器であり、本来の用途は機械であるが故に疲労を知らないイビルゼッターに対抗するために開発したものであった。戦争後はエネルクス芸能社が一部を所持し、りんねや未来のシュンスケを洗脳する。
プロジェクトP作戦
横浜新都心で勧められる、誰でも乗れる「ジャイロゼッター・パトロールチーム」設立計画。新都心各地にパトパンダー、ヒッポピーポー、ファイヤーファイヤーの3種を導入。その後ラッダーラッダー、パトタイガーもロールアウトしている。
バーストファイト
3人1組でチームを組み、ジャイロゼッターで戦う競技。TVシリーズでは第43〜45話で横浜新都心のバーストコロシアムで「アルカディアGP」として開催。優勝者は選ばれしドライバーへの挑戦権を獲得できる。『アルバロス』ではジャイロゼッター戦争の影響で廃れたが、名古屋では密かに開催されている。
ジャイロゼッター戦争
2046年に起こった戦乱。2053年のハルカが語ったところによると、この際にジャイロゼッターのAIが暴走し世界は荒廃。組織としてのアルカディアも崩壊する。ゴート博士は「ライバードが戦争の引き金である」とも語っているが、実際は未来のエネルクス社が意図的に起こしたものであった。
イビルゼッター
イビルウイルスに感染し、ドライバーの手を離れコントロール不能になった無人ジャイロゼッターのこと。その原因は排気ゼタレイトによる触媒が原因である。TVシリーズでは主に暴走ゼッターと呼称された。2053年では全国各地に生息しており、人々の生活を脅かしている。
イビルウイルス
未来のゲドーが製造し、未来から呼び出したアルバロスによって現在にもたらされた蛇型のウイルス兵器。
イビルバスター
イビルウイルスを除去するワクチンプログラム。ゼタクリアと呼ばれる時空間で発生する物質をベースにする。非常に強力だが一回に付き一体が限度。『アルバロス』ではクロード博士、ネコ博士、稲葉博士の研究の賜物であり、使用できるジャイロゼッターを増やす手段でもある。
スーパーイビルバスター
イビルウイルスに感染した複数の暴走ゼッターを沈静化させるワクチンプログラム。

### スタッフ（アニメ）
当初高松信司が監督と発表されていたが、最終的には森邦宏が務めることとなり、代わりに高松は本作の総監督と、同時期に放送開始したスクウェア・エニックス原作の別のアニメ『イクシオン サーガ DT』の監督を務めた。
- 原作・音楽制作 - スクウェア・エニックス
- 企画・原案 - 市村龍太郎[16]
- 総監督・音響監督[17] - 高松信司
- 監督 - 森邦宏[16]
- シリーズ構成 - 佐藤大とストーリーライダーズ
- キャラクターデザイン原案 - カイエダヒロシ[16]
- キャラクターデザイン - 湯本佳典[16]
- メインジャイロゼッターデザイン - 石垣純哉[16]
- 美術監督 - 佐藤正浩、永吉幸樹
- 美術設定 - 佐藤正浩（1話 - 31話）→藤瀬智康
- ジャイロゼッターデザイン - 池田幸雄、渭原敏明、今石進、海老川兼武、界グラフィックス、片貝文洋、河森正治、常木志伸、ヒラタリョウ、ブリュネ・スタニスラス、森木靖泰、矢薙じょう、中北晃二、満月○、ロマン・トマ、鷲尾直広、大張正己、中沢数宣、やまだたかひろ
- 色彩設計 - ホカリカナコ
- 撮影監督 - 黒岩悟
- 編集 - 坪根健太郎
- CGディレクター - 那須信司
- 音楽 - 佐藤直紀
- 音楽プロデューサー - 外村敬一
- プロデューサー - 和田慎之介（1話 - 40話）→菅沢正浩（41話 - 51話）、古川慎、落越友則
- アニメーションプロデューサー - 中山浩太郎
- アニメーション制作 - A-1 Pictures
- 製作 - テレビ東京、dentsu、A-1 Pictures

### 主題歌
オープニングテーマ「Let's Go!」
作詞 - ジョー・リノイエ、矢住夏菜 / 作曲・編曲 - ジョー・リノイエ / 歌 - 近藤真彦
1話から31話までは1番を、32話からは2番を使用。21話では挿入歌。51話はエンディングとして一番とサビ部分を含んだフルコーラスを使用。

エンディングテーマ
エンディング映像は主題歌を歌うTEMPURA KIDZの振り付けがそのままモーションキャプチャ映像が使われている。
「ストロボ」（1話 - 17話）
作詞・作曲・編曲 - nishi-ken / 歌 - TEMPURA KIDZ
「ONE STEP」（18話 - 31話）
作詞・作曲・編曲 - nishi-ken / 歌 - TEMPURA KIDZ
「はっぴぃ夏祭り」（32話 - 51話）
作詞・作曲 - 安永龍平 / 編曲 - nishi-ken / 歌 - TEMPURA KIDZ
51話はエピローグ後の挿入歌（オチ）として使用。

挿入歌「Love Drive!!」（42話、46話）
作詞 - やないけいこ / 作曲 - 佐藤直紀 / 歌 - 稲葉りんね

### 各話リスト
| 話数   | サブタイトル                                 | 脚本            | 絵コンテ                | 演出              | （総作画監督） 作画監督                                                               | 放送日 (TX)    |
| ------ | -------------------------------------------- | --------------- | ----------------------- | ----------------- | ------------------------------------------------------------------------------------- | -------------- |
| 第1話  | ライバード 駆ける!!                          | 佐藤大          | 森邦宏                  | 大久保政雄        | （湯本佳典） 森本由布希、川島尚 なかじまちゅうじ、羽野広範 Kim Yi Sung 池田有（メカ） | 2012年 10月2日 |
| 第2話  | ロゼッタグラフィーの秘密                     | 永川成基        | 近藤信宏                | 福本潔            | （森本由布希） 森本由布希、渡辺健一                                                   | 10月9日        |
| 第3話  | 華麗なる第三のドライバー                     | 武田無我        | 徳本善信 近藤信宏       | 徳本善信          | （川島尚） しんぼたくろう、中島達央                                                   | 10月16日       |
| 第4話  | 対決! レーシングバトル                       | 竹内利光        | 大庭秀昭                | 大庭秀昭          | （湯本佳典） 石川洋一、森悦史                                                         | 10月23日       |
| 第5話  | 登場! イレイザー01                           | 佐藤大          | 近藤信宏                | 奥野浩行          | 柳瀬譲二、糸島雅彦 高瀬健一（メカ）                                                   | 10月30日       |
| 第6話  | 激闘! ライバードVSギルティス                 | 佐藤大          | 古田丈司                | 関田修            | （湯本佳典） 津熊健徳                                                                 | 11月6日        |
| 第7話  | 転校生サトリ                                 | 清水恵          | 日色ゆきな 森邦宏       | 日色ゆきな        | 雨宮英男 林怡君                                                                       | 11月13日       |
| 第8話  | 疾走! エーアイカー失踪事件                   | 横谷昌宏        | 和田純一                | 和田純一          | 橋口隼人、宇田早輝子、中谷友紀子                                                      | 11月20日       |
| 第9話  | 盗まれたジャイロコマンダー                   | 竹内利光        | 成田歳法                | 成田歳法          | 佐藤友子、山本径子 桝井一平、永川桃子                                                 | 11月27日       |
| 第10話 | ギルティス再び!                              | 永川成基        | 稲井仁                  | 清水明            | 鯉川慎平                                                                              | 12月4日        |
| 第11話 | ライバードのいない日                         | 武田無我        | 須永司                  | 北川正人          | 津熊健徳（アニメアール）                                                              | 12月11日       |
| 第12話 | 完成! ライバードHS（ハイパースペック）       | 佐藤大          | 近藤信宏                | 福本潔            | しんぼたくろう、渡辺健一 森本由布希、池田有                                           | 12月18日       |
| 第13話 | グレートクラーケンの悪夢                     | 佐藤大          | 大庭秀昭                | 大庭秀昭          | 石川洋一、森悦史                                                                      | 12月25日       |
| 第14話 | 超速特番 全部見せますジャイロゼッター        | 佐藤大          | 和田純一                | 和田純一          | 湯本佳典                                                                              | 2013年 1月8日  |
| 第15話 | はじめましてドルフィーネ!                    | 清水恵          | 加瀬充子                | 中村近世          | 山本径子、津熊健徳                                                                    | 1月15日        |
| 第16話 | マイクマンの恋                               | 横谷昌宏        | 須永司                  | 清水一伸          | 柳瀬譲二、糸島雅彦                                                                    | 1月22日        |
| 第17話 | 爆走! デスマッチ!                            | 菅正太郎        | 近藤信宏                | 浅利藤彰          | 津熊健徳                                                                              | 1月29日        |
| 第18話 | ときめきバレンタイン                         | 竹内利光        | 古田丈司                | 小坂春女          | 斎藤佑、佐久間信一                                                                    | 2月5日         |
| 第19話 | パンダが街にやってきた!                      | 武田無我 清水恵 | 稲井仁                  | 奥野浩行          | 五十内裕輔 渡辺奈月                                                                   | 2月12日        |
| 第20話 | お笑いヒーロー誕生!                          | 横谷昌宏        | 須永司                  | 佐土原武之        | 山本径子、津熊健徳、香田知樹                                                          | 2月19日        |
| 第21話 | Let's Go! ラリーでかっとばせ!                | 菅正太郎        | 大庭秀昭 森邦宏         | 大庭秀昭          | 森悦史、石川洋一 岡戸智凱（メカ）                                                     | 2月26日        |
| 第22話 | サトリ! ちかいの一撃                         | 清水恵          | 今泉賢一                | 高橋おさむ        | 永田正美                                                                              | 3月5日         |
| 第23話 | イレイザー軍団登場!                          | 竹内利光        | 加瀬充子                | 北川正人          | 津熊健徳                                                                              | 3月12日        |
| 第24話 | 跳べ! 三回転ジャンプ                         | 武田無我 清水恵 | 成田歳法                | 村山靖            | 香田知樹、山本径子                                                                    | 3月19日        |
| 第25話 | ジャイロアーク危機一髪!                      | 横谷昌宏        | アミノテツロ            | 福本潔            | 鎌田均、津熊健徳、渡辺健一 石川恵理、森本由布希                                       | 3月26日        |
| 第26話 | 覚醒RRR!（トリプルアール）バーストコアの秘密 | 佐藤大          | 滝沢敏文                | 清水一伸          | 糸島雅彦、柳瀬譲二、丸山匡彦                                                          | 4月2日         |
| 第27話 | そのサキの未来から                           | 佐藤大          | 阿佐ヶ谷みなみ          | 関田修            | 牧内ももこ、小川浩司                                                                  | 4月9日         |
| 第28話 | ギルティスの果たし状                         | 竹内利光        | 古田丈司                | 佐土原武之        | 山本径子                                                                              | 4月16日        |
| 第29話 | 夕やけライトニングスラッシュ                 | 清水恵          | 大庭秀昭 森邦宏         | 大庭秀昭          | 五十内裕輔、渡辺奈月                                                                  | 4月23日        |
| 第30話 | 絶体絶命! ライバード                         | 菅正太郎        | 和田純一                | 和田純一          | 湯本佳典、牧内ももこ                                                                  | 4月30日        |
| 第31話 | その予言はシャイニングエディション           | 永川成基        | 近藤信宏                | 福本潔            | 渡辺健一、石川洋一、柳瀬譲二                                                          | 5月7日         |
| 第32話 | 轟け! メヴィウスオーバードライブ             | 佐藤大          | 須永司                  | 小坂春女          | 斎藤佑、佐久間信一                                                                    | 5月14日        |
| 第33話 | 狙われたSE（シャイニングエディション）       | 横谷昌宏        | 加瀬充子                | 吉沢俊一          | 津熊健徳、服部憲知 田畑昭、飯飼一幸                                                   | 5月21日        |
| 第34話 | 雨のドキドキドライブ                         | 竹内利光        | 成田歳法                | 成田歳法          | 山本径子、香田知樹                                                                    | 5月28日        |
| 第35話 | イレイザー666（トリプルシックス）見参!       | 岸本みゆき      | 西沢晋                  | 関田修            | 波風立志                                                                              | 6月4日         |
| 第36話 | ネコと花火と夏まつり                         | 清水恵          | 今泉賢一                | 今泉賢一          | 近藤優次、松本朋之                                                                    | 6月11日        |
| 第37話 | マッハをこえろ! 激走だZ!!                    | 永川成基        | アミノテツロ            | 原田やすのり      | 亀谷響子、坂崎忠                                                                      | 6月18日        |
| 第38話 | キングの王道! キメライガー登場               | 菅正太郎        | 須永司                  | 大庭秀昭          | 荒尾英幸                                                                              | 6月25日        |
| 第39話 | はじまりは流星の下で                         | 永川成基 佐藤大 | 加瀬充子 阿佐ヶ谷みなみ | 関田修            | 津熊健徳、服部憲知                                                                    | 7月2日         |
| 第40話 | 絶望の翼! アルバロスを倒せ!                  | 清水恵 佐藤大   | 近藤信宏                | 小坂春女 剛田隼人 | 斎藤佑、佐久間信一                                                                    | 7月9日         |
| 第41話 | 不思議な古都の不思議な夜                     | 横谷昌宏        | 鈴木健一 森邦宏         | 鈴木健一          | 野口和夫、浜田正嗣、俵頭英哉                                                          | 7月16日        |
| 第42話 | 南の島のアブナイ夏休み                       | 竹内利光        | 吉沢俊一                | 吉沢俊一          | 湯本佳典、亀谷響子                                                                    | 7月23日        |
| 第43話 | 開幕! アルカディアGP（グランプリ）!          | 永川成基 佐藤大 | 西沢晋                  | 村山靖            | 山本径子、香田知樹                                                                    | 7月30日        |
| 第44話 | とめろ! GP（グランプリ）破壊計画!            | 竹内利光 佐藤大 | 須永司                  | 原田やすのり      | 清山滋崇、松下純子                                                                    | 8月6日         |
| 第45話 | 決着! アルカディアGP（グランプリ）           | 清水恵 佐藤大   | アミノテツロ            | 大庭秀昭          | 小川浩司、高乗陽子 山根まさひろ・鳥居貴史（エフェクト）                               | 8月13日        |
| 第46話 | 撮影快調! ヒーローは誰だ!?                   | 岸本みゆき      | 近藤信宏                | 左藤洋二          | 斎藤佑、佐久間信一                                                                    | 8月20日        |
| 第47話 | 夏の終わり秋の始まり                         | 横谷昌宏        | 加瀬充子                | 関田修            | 波風立志                                                                              | 8月27日        |
| 第48話 | ハルカなる未来の君へ                         | 竹内利光        | 吉田丈司                | 吉田丈司          | 山本径子、吉田弘子                                                                    | 9月3日         |
| 第49話 | 冥府の王! デスゼノン                         | 清水恵 佐藤大   | 西沢晋                  | 原田やすのり      | 杉光登                                                                                | 9月10日        |
| 第50話 | ジャイロゼッター戦争の危機                   | 永川成基 佐藤大 | 須永司                  | 大庭秀昭          | スタジオ座円洞 近藤優次、松本朋之                                                     | 9月17日        |
| 第51話 | 未来へカケル! ライバード                     | 佐藤大          | 森邦宏 高松信司         | 森邦宏            | 湯本佳典 山根まさひろ（エフェクト/メカ作画）                                          | 9月24日        |

### 放送局
| 放送地域       | 放送局             | 放送期間                                               | 放送日時                                 | 放送系列       | 備考                                                      |
| -------------- | ------------------ | ------------------------------------------------------ | ---------------------------------------- | -------------- | --------------------------------------------------------- |
| 関東広域圏     | テレビ東京         | 2012年10月2日 - 2013年9月24日                          | 火曜 18:00 - 18:30                       | テレビ東京系列 | 製作局、字幕放送                                          |
| 北海道         | テレビ北海道       | 2012年10月2日 - 2013年9月24日                          | 火曜 18:00 - 18:30                       | テレビ東京系列 | 同時ネット 字幕放送                                       |
| 愛知県         | テレビ愛知         | 2012年10月2日 - 2013年9月24日                          | 火曜 18:00 - 18:30                       | テレビ東京系列 | 同時ネット 字幕放送                                       |
| 大阪府         | テレビ大阪         | 2012年10月2日 - 2013年9月24日                          | 火曜 18:00 - 18:30                       | テレビ東京系列 | 同時ネット 字幕放送                                       |
| 岡山県・香川県 | テレビせとうち     | 2012年10月2日 - 2013年9月24日                          | 火曜 18:00 - 18:30                       | テレビ東京系列 | 同時ネット 字幕放送                                       |
| 福岡県         | TVQ九州放送        | 2012年10月2日 - 2013年9月24日                          | 火曜 18:00 - 18:30                       | テレビ東京系列 | 同時ネット 字幕放送                                       |
| 日本全域       | バンダイチャンネル | 2012年10月5日 - 2013年9月27日                          | 金曜 12:00 更新                          | ネット配信     | 1週間限定無料配信                                         |
| 日本全域       | AT-X               | 2012年10月24日 - 2013年10月9日                         | 水曜 23:00 - 23:30                       | CS放送         | リピート放送あり                                          |
| 日本全域       | バンダイチャンネル | 2013年1月18日 -                                        | 金曜 12:00 更新                          | ネット配信     | 個別課金による有料配信                                    |
| 日本全域       | ディズニーXD       | 2013年10月26日 - 2014年2月15日 2014年2月22日 - 5月17日 | 土曜 9:00 - 10:00 土曜・日曜 9:00 - 9:30 | CS放送         | 2話連続放送、リピート放送あり 2014年2月22日より土日に放送 |

この他、ニコニコチャンネルなど様々なインターネット動画配信サイトで配信されていた。

### サウンドトラック
超速変形ジャイロゼッター オリジナルサウンドトラック （2013年9月18日発売）
アーケード、アニメ、ゲーム版全64曲をディスク2枚組で収録。
初回生産限定版にアーケード版で使用可能なりんねアイドルカードを封入。BGMを「Love Drive!!」に変更&バトル中にSPカード「アクアヒール」として使用可能。

### DVD-BOX
| 巻 | 発売日         | 収録話      | 規格品番 |
| -- | -------------- | ----------- | -------- |
| 1  | 2013年8月28日  | 1話 - 27話  | DB-689   |
| 2  | 2013年12月21日 | 28話 - 51話 | DB-690   |

## 家庭用ゲーム
超速変形ジャイロゼッター アルバロスの翼（ニンテンドー3DS）
2013年6月13日発売。TVシリーズから40年後にあたる2053年の世界を舞台としたRPG。バトル形式はアーケード版に準じる3VS3対戦。一定キャラのみの操作ではなく、収集方式で仲間を集める。TVシリーズ30話終盤から31話、39話冒頭の挿話であるが詳細な部分は異なる。カケルをはじめとしたアニメの登場人物も登場。さらに物語的伏線や経緯などがゲームで明らかになるほか、まだ登場していない企業の車種やキャラデザイナーが参戦する。
初回特典はグレイドラのPRカードとライバードHSの出現コード。ファミリーマートからの予約ではさらにパトタイガーの出現コード、イトーヨーカドーではパトパンダー、イオンではヒッポピーポー、GEOではスカイラインGT-Rが出現コードが付属。アーケード版との連動機能があり、特定のボスを倒すとアルバロスの翼で使用可能な特別なジャイロゼッターが手に入るチャレンジカードが入手できた。

## 漫画
『最強ジャンプ』2012年10月号から2014年4月号までゲーム・アニメに先駆けて連載。作画は水野輝昭。
一話は集英社のヴォイスコミック「VOMIC」として、2012年9月にジャンプ専門情報番組『サキよみ ジャンBANG!』にて放送され、同年10月からVOMIC公式サイトで配信された。声はアニメと同様だが細かな内容は異なり、コミカライズもHS登場以降、独自展開になっている。

### 単行本
1. ジャイロゼッター駆ける!!（2012年7月4日発売）、ISBN 978-4-08-870474-6
2. ゼノンの黒い刺客（2012年10月4日発売）、ISBN 978-4-08-870529-3
3. 新たなドライバー?（2013年1月4日発売）、ISBN 978-4-08-870609-2
4. 運命のイルカ（2013年5月2日）、ISBN 978-4-08-870677-1
5. 極限の一騎打ち（2013年8月2日発売）、ISBN 978-4-08-870832-4
6. 時を越えた約束（2014年1月4日発売）、ISBN 978-4-08-880001-1
7. 未来へ駆けろ!（2014年4月4日発売）、ISBN 978-4-08-880053-0

## トイホビー
バンダイがクルマからロボットに一発で瞬間的に変形するフィギュアとミニカー「RAPID MORPHING SERIES（ラピッド・モーフィン・シリーズ）」「モーフィンミニカーシリーズ」とゲームのカードをスキャンして一人あるいは2人で簡易バトルが楽しめる携帯端末トイ「ジャイロコマンダー」が2012年10月より発売された。
ラビッド モーフィン シリーズ
- アルカディア ライバード ハイパースペック
- アルカディア アギトツインS
- ニッサン GT-R
- ゼノン ギルティス 特装仕様
- アルカディア コングローダー
- アルカディア パトパンダー
- アルカディア ライバード シャイニングエディション（販売中止）[21]
- ニッサン フェアレディZ（販売中止）

モーフィン ミニカー シリーズ
- アルカディア ライバード
- アルカディア アギトツインS
- トヨタ プリウスα
- マツダ RX-7
- ゼノン ギルティス
- アルカディア コングローダー
- ニッサン GT-R
- ミツオカ オロチ
- トヨタ 86
- ミツビシ ランサーエボリュージョンX
- アルカディア アヌビア
- アルカディア ドルフィーネ
- スバル BRZ

ジャイロコマンダー
変形母艦ジャイロアーク